# Konstantin I. Veliký
Flavius Valerius Constantinus (27. února někdy mezi léty 272 až 285 v Naissu, Horní Moesie – 22. května 337 poblíž Nikomédie, Bithýnie), známý také jako Konstantin Veliký, nebo Konstantin I., východními křesťany uctívaný jako svatý Konstantin, byl od roku 306 římským císařem a od roku 324 až do své smrti nezpochybnitelným vládcem celé římské říše.
Konstantinova změna náboženské politiky římské říše měla zásadní význam nejen pro křesťanství, ale i pro historii pozdní antiky a evropské civilizace vůbec. V roce 312 zvítězil v bitvě u Milvijského mostu, k čemuž mu měl podle filozofů Lactantia a Eusebia dopomoci křesťanský Bůh. Poté v roce 313 vydal Edikt milánský, jímž ukončil pronásledování křesťanů a zaručil náboženskou svobodu všem obyvatelům říše. V dalších letech své vlády Konstantin křesťanství všestranně podporoval a v roce 325 svolal do města Nikaia první ekumenický koncil. Křesťané ho za tyto jeho skutky obdařili přízviskem „Veliký“.
Konstantinovým dalším významným počinem je přemístění centra říše z Říma do Konstantinopole. V roce 324 se rozhodl přesunout sídlo císařské vlády na východ do řeckého města Byzantion, jež bylo ve stejném roce slavnostně vysvěceno a přejmenováno na Nova Roma („Nový Řím“). 11. května 330 bylo město opět přejmenováno a to na „Konstantinopol“.

## Život

### Před nástupem na trůn

#### Mládí
Konstantin se narodil 27. února kolem roku 272 ve městě Naissus (dnešní Niš, Srbsko) v provincii Horní Moesie (později Dacia Ripensis). Jeho otcem byl Flavius Constantius, voják místního původu, tolerantní a politicky obratný muž. Mladý Konstantin strávil s otcem patrně jen málo času, jelikož Constantius byl důstojníkem v římském vojsku a sloužil tehdy jako příslušník tělesné stráže císaře Aureliana. Constantius rychle postupoval v hodnostech a za císaře Cara někdy kolem roku 283 obdržel správu provincie Dalmácie. Konstantinovou matkou byla Helena, žena nízkého původu, která se narodila v Bithýnii. Není jasné, zda byla Constantiovou zákonnou manželkou, nebo zda spolu žili v konkubinátu.

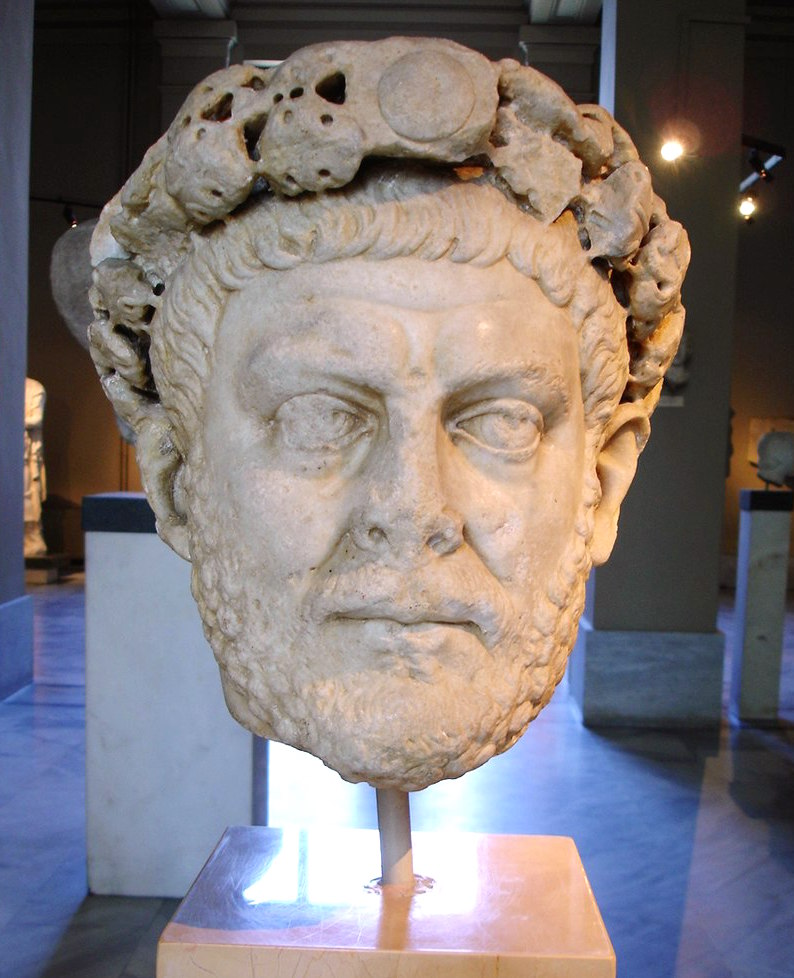
Hlava sochy Diocletiana

V červenci 285 prohlásil císař Diocletianus Maximiana, který pocházel stejně jako Diocletianus a Constantius z Ilýrie, svým spolucísařem v hodnosti augusta. Oba vládci disponovali vlastním císařským dvorem a vojenským a správním aparátem v čele s pretoriánským prefektem. Maximianovi byla svěřena vláda nad západní polovinou říše a za svá sídla si vybral Mediolanum (Milán) a Augustu Treverorum (Trevír), zatímco Diocletianus panoval na východě. Toto rozdělení říše mělo pouze faktickou podobu, neboť ve skutečnosti bylo impérium v oficiálních panegyrikech nadále označováno jako nedílné. V roce 288 Maximianus ustavil Constantia svým pretoriánským prefektem v Galii. Constantius poté opustil Helenu a někdy v roce 288 nebo 289 se oženil s Maximianovou nevlastní dcerou Theodorou.
1. března 293 Diocletianus opět rozdělil říši, když jmenoval dva caesary (mladší císaře), kteří měli vládnout částem impéria. Každý z nich byl sice podřízen jednomu z augustů, přesto však směli v přidělených provinciích vydávat vlastní zákony, takže vystupovali jako nositelé nejvyšší autority. Tento systém řízení státu se nazýval tetrarchie (čtyřvládí). Prvním, koho Diocletianus vybral pro úřad caesara, byl Constantius, druhým pak Galerius, další z dlouhé řady vojáků původem z Ilýrie. Ihned po svém povýšení se Constantius odebral do Galie, aby se zde vypořádal s uzurpátorem Carausiem a jeho nástupcem Allectem. Ačkoli Diocletianus při volbě svých spoluvládců nehleděl na vzájemné příbuzenské vztahy, nýbrž na schopnosti jednotlivých kandidátů, Konstantin se jako syn jednoho z caesarů stal jedním z potenciálních budoucích pretendentů trůnu. Konstantin zůstal tudíž na Diocletianově dvoře v maloasijském městě Nikomédii (İzmit, Turecko), kde žil jako pravděpodobný Constantiův nástupce.

#### Na Diocletianově dvoře
Během pobytu na východě si Konstantin osvojil odpovídající vzdělání a ve zdejším kulturním prostředí se setkal s řadou pohanských a křesťanských myslitelů. Navštěvoval zřejmě přednášky Lactantia, předního latinsky píšícího křesťanského spisovatele. Protože Diocletianus neměl vůči Constantiovi naprostou důvěru – žádný z tetrarchů se nemohl zcela spolehnout na své kolegy – byl Konstantin držen v Nikomédii fakticky jako rukojmí zajišťující Constantiovu loajalitu. Navzdory tomu patřil Konstantin k prominentním členům dvora a účastnil se několika vojenských tažení v Asii. Zastával různé tribunáty, v roce 296 vedl kampaň proti barbarům na Dunaji a v dalších třech letech bojoval proti Peršanům v Sýrii a Mezopotámii pod velením Diocletiana a Galeria. Později obdržel hodnost tribuna prvního řádu (tribunus ordinis primi).
Z východní hranice se Konstantin vrátil do Nikomédie v prvních měsících roku 303, tedy právě včas, aby mohl být svědkem začátku Diocletianova „velkého pronásledování“, jež se stalo nejdrastičtějším pronásledováním křesťanů v římských dějinách. Už koncem roku 302 poslali Diocletianus a Galerius zprávu do Apollónova orákula v Didymě s dotazem, jak postupovat vůči křesťanům. Konstantin byl již přítomen, když Diocletianus obdržel odpověď, která ho přiměla vyjít vstříc některým svým dvořanům žádajícím zakročení proti rostoucímu vlivu křesťanů. Dne 23. února 303 Diocletianus nařídil zboření kostela v Nikomédii, spálení všech písemností a zabavení církevního majetku. V následujících měsících se toto ničení rozšířilo po celé říši, kostely byly zapalovány, křesťané ve vysokých státních funkcích sesazováni a kněží uvrhováni do vězení. Je více než nepravděpodobné, že se Konstantin nějakým způsobem zapojil do těchto akcí. Ve svých spisech se sám prezentoval jako oponent Diocletianova „krvavého ediktu“ proti „uctívačům Boha“, nic ale nenasvědčuje tomu, že by se skutečně vzepřel tomuto běsnění. Žádný křesťan Konstantinovi nevytýkal jeho pasivitu při pronásledování, přesto nelze zcela opomenout jeho částečnou spoluodpovědnost.
Dne 1. května 305 se Diocletianus vlivem vysilující nemoci, jež ho postihla předchozí zimu, vzdal svého trůnu a v současně probíhajícím obřadu v Mediolanu učinil totéž i Maximianus. Lactantius se zmiňuje o tom, že Galerius zmanipuloval zesláblého Diocletiana k abdikaci, a kromě toho přiměl odstupujícího císaře k ustavení svých stoupenců císařskými nástupci. K tomu dále poznamenává, že dav naslouchající Diocletianově abdikačnímu projevu věřil až do poslední chvíle tomu, že za nové caesary budou vybráni Konstantin a Maximianův syn Maxentius. Přednost před těmito dvěma nakonec dostali Severus a Maximinus Daia. Některé z antických pramenů podrobně líčí úklady, které měl Galerius strojit Konstantinovi v měsících po Diocletianově odstoupení. Hodnověrnost těchto tvrzení je však značně nejistá.

#### Prohlášení císařem

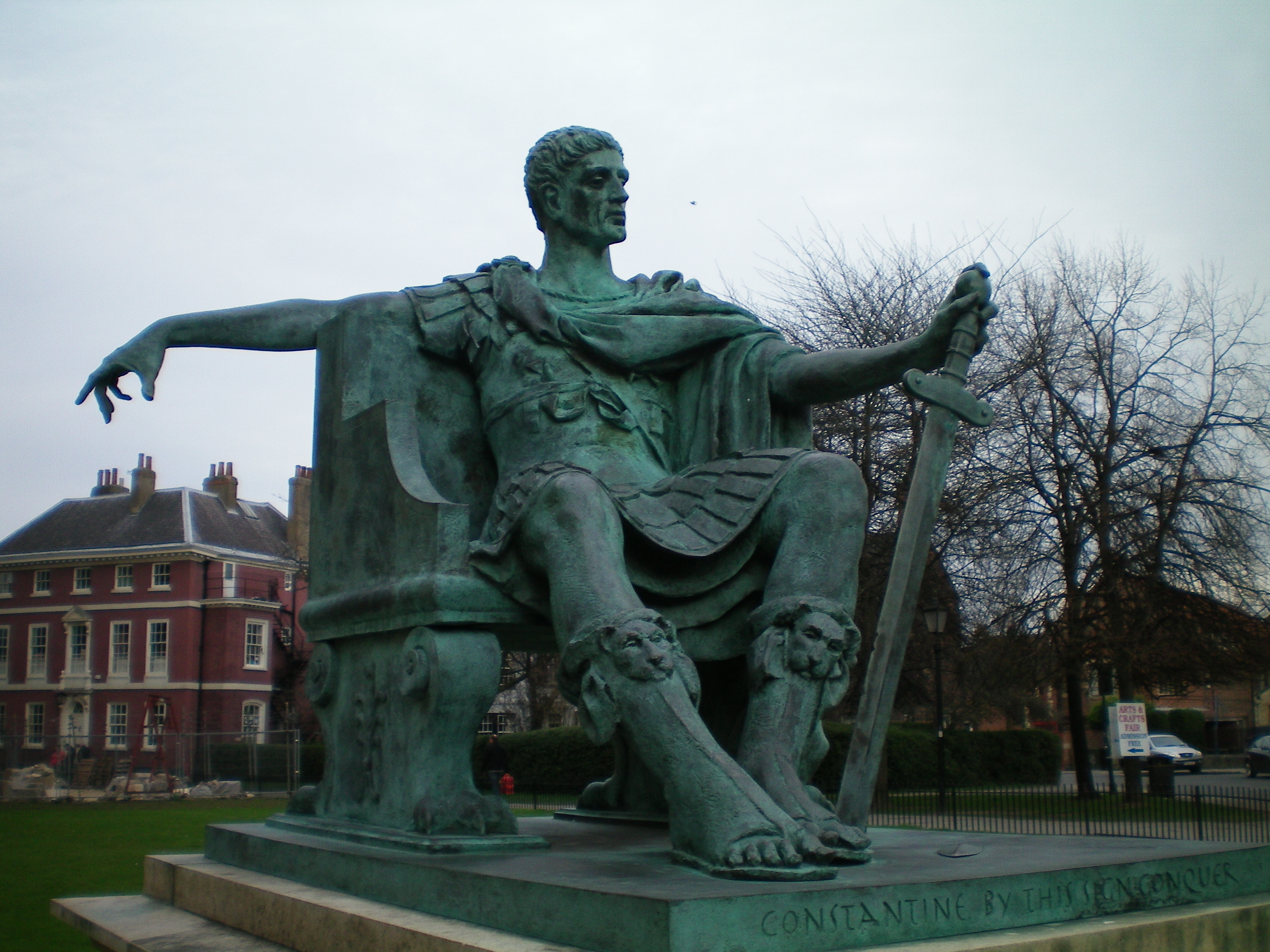
Bronzová socha Konstantina v Yorku v Anglii

Konstantin stále držený na Galeriově dvoře se každopádně ocitl v nebezpečí. Jeho život a kariéra závisely na otcově zásahu. Zřejmě už koncem jara roku 305 požádal Constantius o propuštění svého syna, jenž mu měl být nápomocen při tažení v Británii. Během jedné dlouhé večerní hostiny měl Galerius této žádosti vyhovět. Pozdější propaganda líčila dramatický noční útěk Konstantina, který se obával, že Galerius si posléze rozmyslí jeho propuštění. Proto nanejvýš spěchal od jedné stanice státní pošty k druhé a vždy přesedlal na zde ustájeného koně, zatímco ostatní ochromil, aby Galeriovým mužům znemožnil stíhání. Následujícího dne Galerius seznal, že Konstantin uprchl příliš daleko a není možné ho chytit.
Na počátku léta se Konstantin připojil ke svému otci v galské Bononii (Boulogne). Odtud se poté přeplavili přes Lamanšský průliv do Británie, načež podnikli cestu do města Eboracum (York), sídla provincie Britannia Secunda a důležité vojenské základny na severu ostrova. Konstantin strávil celý další rok v severní Británii po boku svého otce a zúčastnil se kampaně proti Piktům na sever od Hadriánova valu v létě a na podzim roku 305. Constantius, podobně jako kdysi Septimius Severus, zřejmě postoupil hluboko na sever, aniž by ovšem při tom čehokoli dosáhl. Nedlouho potom Constantius vážně onemocněl a 25. července 306 v Eboraku zemřel. Ještě před svou smrtí vyslovil podporu povýšení Konstantina do hodnosti augusta. Alamanský náčelník Chrocus, barbar v římských službách, a vojáci loajální ke Constantiově památce pak provolali Konstantina císařem. Galie a Británie tuto skutečnost rychle akceptovaly, avšak Hispánie, která náležela ke Constantiově doméně méně než jeden rok, odmítla Konstantina uznat.
Konstantin poslal Galeriovi oficiální oznámení o Constantiově smrti a svém vlastním ustavení císařem. Společně s tím odeslal rovněž svůj portrét, na němž byl znázorněn v císařském rouchu. Tím se dožadoval uznání za dědice otcova trůnu a zároveň ze sebe snímal odpovědnost za své nezákonné uchopení moci tvrzením, že byl k tomuto činu vojáky přinucen. V Galeriovi vyvolala tato zpráva zuřivost, přičemž nechal Konstantinův obraz zapálit. Jeho důvěrníci se ho snažili přimět k rozvážnosti a upozornili ho, že odmítnutí Konstantinova nároku by jistě znamenalo válku. Galerius nakonec přistoupil ke kompromisu a udělil Konstantinovi nižší hodnost caesara, zatímco titul augusta byl svěřen Severovi. Aby bylo zcela jasné, že jen on sám dodal Konstantinově panování legitimitu, Galerius osobně odeslal Konstantinovi tradiční purpurový oděv císařů. Konstantin přijal toto rozhodnutí, jelikož si byl vědom, že jen takto může odstranit pochybnosti o legitimitě své vlády.

#### Počátek vlády
Konstantinovi byla přidělena západní část říše sestávající z Británie, Galie a Hispánie. Pod jeho velení proto spadala jedna z největších římských armád, rozložená podél klíčové rýnské hranice. Po svém povýšení na císaře setrval Konstantin v Británii. Zabezpečil severovýchodní hranici dokončením Constantiem započaté reorganizace vojenských sil na ostrově a nařídil opravu zdejších silnic. Brzy poté přemístil svoji rezidenci do města Augusta Treverorum (dnešní Trevír), neboť krátce po Konstantinově prohlášení císařem překročili Frankové v zimě 306 až 307 Dolní Rýn a vpadli do Galie. Konstantin je vytlačil zpět za řeku a zajal dva jejich náčelníky, Ascaricha a Merogaisa. Zajatci včetně náčelníků byli následně předhozeni šelmám v trevírském amfiteátru při oslavě Konstantinova příjezdu (adventus).

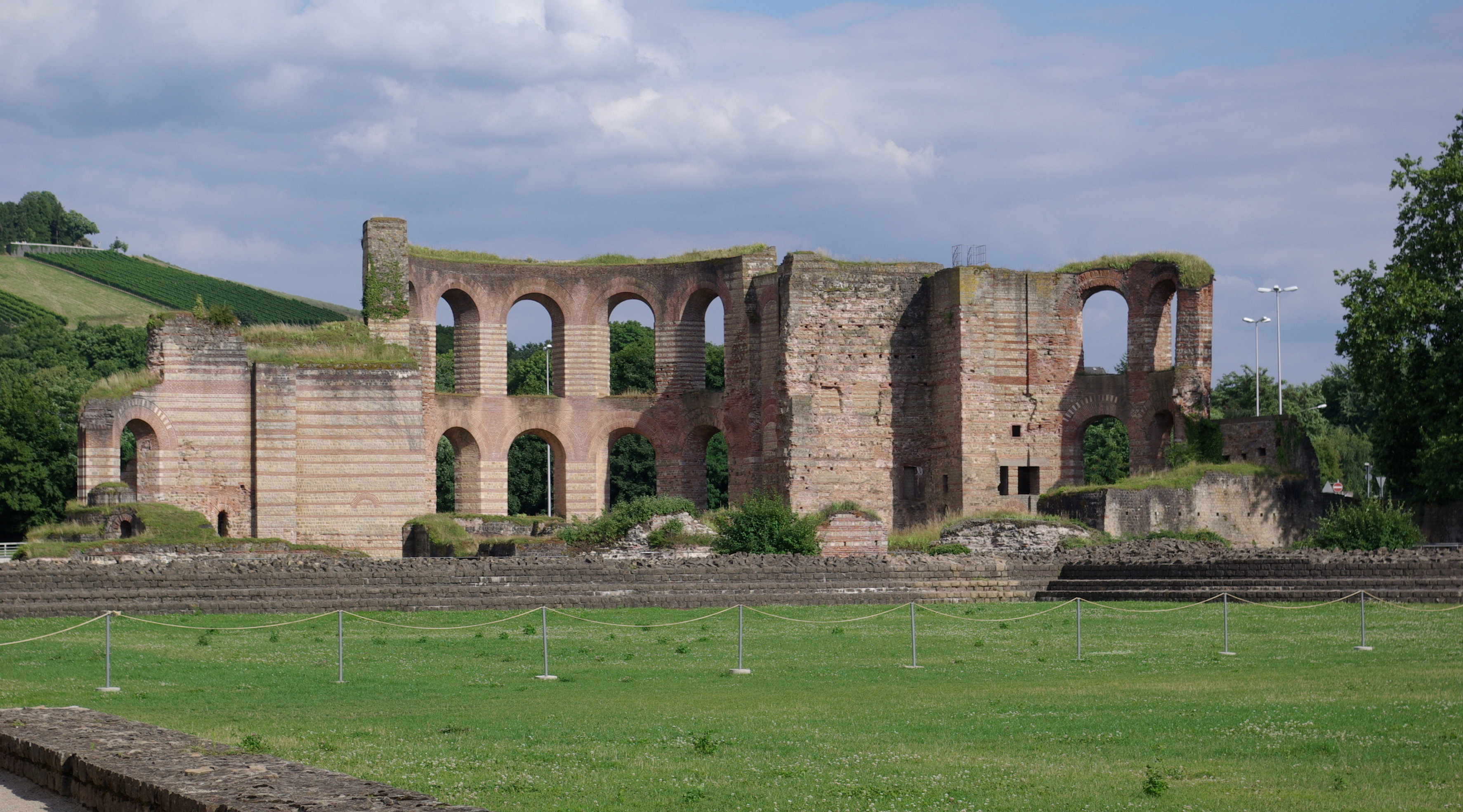
Veřejné lázně postavené Konstantinem v Trevíru

Konstantin zahájil rozsáhlou přestavbu Trevíru. Posílil městské hradby novými vojenskými zařízeními a zahájil také stavbu palácového komplexu v severovýchodní části města. Jižně od paláce nechal zřídit rozlehlé císařské lázně (Kaiserthermen). Konstantin dále finančně podporoval výstavbu řady projektů po celé Galii, především ve městech Augustodunum (Autun) a Arelate (Arles). Podle Lactantia prováděl Konstantin po vzoru svého otce smířlivou politiku vůči křesťanům. Přestože nebyl křesťanem, zastával vůči církvi zcela opačný postoj než Galerius, jenž byl jedním z hlavních iniciátorů pronásledování. Ve své části říše Konstantin formálně ukončil perzekuce a vrátil křesťanům vše, oč byli v průběhu stíhání připraveni.
Protože jeho vláda dosud trvala jen krátce, a navíc musel čelit výhradám pro svůj nemanželský původ, spoléhal se v oblasti propagandy na výtečnou reputaci svého otce. Rané panegyriky na Konstantina se tudíž věnovaly spíše oslavě skutků Constantia než Konstantina samého. Nicméně Konstantinovy vojenské schopnosti a stavební činnost brzy přinesly panegyrikům příležitost k příznivému srovnávání otce a syna. Konstantinovy mince, sochy a projevy naznačovaly tendenci opovrhování barbary za hranicemi. Po svém vítězství nad Alamany nechal Konstantin vyrazit mince s nápisem „přemožení Alamani“. Vůči svým nepřátelům ostatně Římané neprojevovali nejmenší sympatie, což vystihuje výrok jednoho z Konstantinových oslavovatelů: „Je pošetilou shovívavostí ušetřit poraženého nepřítele.“

### Občanské války

#### Maxentiova uzurpace
Poté, co Galerius uznal Konstantina za svého spolucísaře, byla Konstantinova podobizna nesena podle tradičního zvyku Římem. Maximianův syn Maxentius se obrazu posmíval, když na něm znázorněného Konstantina označoval za syna nevěstky. Maxentius nevražící na Konstantina se 28. října 306 v Římě prohlásil císařem. Galerius se odmítl smířit s tímto stavem věcí, avšak při pokusu sesadit Maxentia neuspěl. Proti uzurpátorovi vyslal Severa, jenž vytáhl ze severní Itálie na Řím. Severova armáda ovšem dříve podléhala Maximianově velení, a proto přešla k nepříteli. Severus byl potom zajat a vsazen do vězení. Po Maxentiově vzpouře se z ústraní vrátil jeho otec Maximianus, kterému Maxentius přenechal titul augusta. Koncem roku 307 se pak Maximianus vydal do Galie za Konstantinem, jemuž nabídl ruku své dcery Fausty a povýšení do hodnosti augusta. Za to měl Konstantin potvrdit dřívější rodinné spojenectví mezi Maximianem a Constantiem a podpořit Maxentia v Itálii. Konstantin s tímto souhlasil a oženil se s Faustou. Třebaže Maxentiovi vyslovil podporu, do konfliktu v Itálii se nijak nezapojil.
V první polovině roku 307 pobýval Konstantin v Británii, čímž se chtěl vyhnout střetům s ostatními císaři. Ani po uzavření aliance s Maximianem neposkytl Maxentiovi vojenskou pomoc, místo toho vytáhl v čele vojska proti germánským kmenům na Rýně. V roce 308 vyplenil území kmene Brukterů a postavil most přes Rýn poblíž města Colonia Agrippinensis (Kolín nad Rýnem). V roce 310 udeřil proti Alamanům a na severu bojoval s Franky. Pokud neválčil, cestoval po provinciích, přičemž projevoval svoji velkorysost a podporoval hospodářství a umění. Jeho zamítavý postoj k účasti v občanské válce zvyšoval jeho popularitu mezi poddanými a posiloval jeho moc na západě. Maximianus se vrátil do Říma v zimě 307 až 308, brzy se však se svým synem dostal do rozepře. Poté, co se mu nepodařilo Maxentia svrhnout, vrátil se na počátku roku 309 na Konstantinův dvůr.
11. listopadu 308 se císařové na popud Galeria setkali ve městě Carnuntum, kde hodlali vyřešit otázku neklidných západních provincií. Vedle Galeria a Maximiana byl přítomen rovněž Diocletianus. Maximianus byl nucen opět abdikovat, zatímco Konstantin měl znovu zaujmout hodnost caesara. Licinius, jeden z blízkých přátel Galeria, byl ustaven augustem na západě. Nové uspořádání ovšem nevydrželo nijak dlouho. Konstantin se odmítl smířit s titulem caesara a navzdory nesouhlasu ostatních tetrarchů se na jím ražených mincích nadále označoval jako augustus. Maxentius byl zklamán, neboť místo něho byl augustem ustaven Licinius, jemuž předtím nenáležela hodnost caesara.

#### Maximianovo povstání

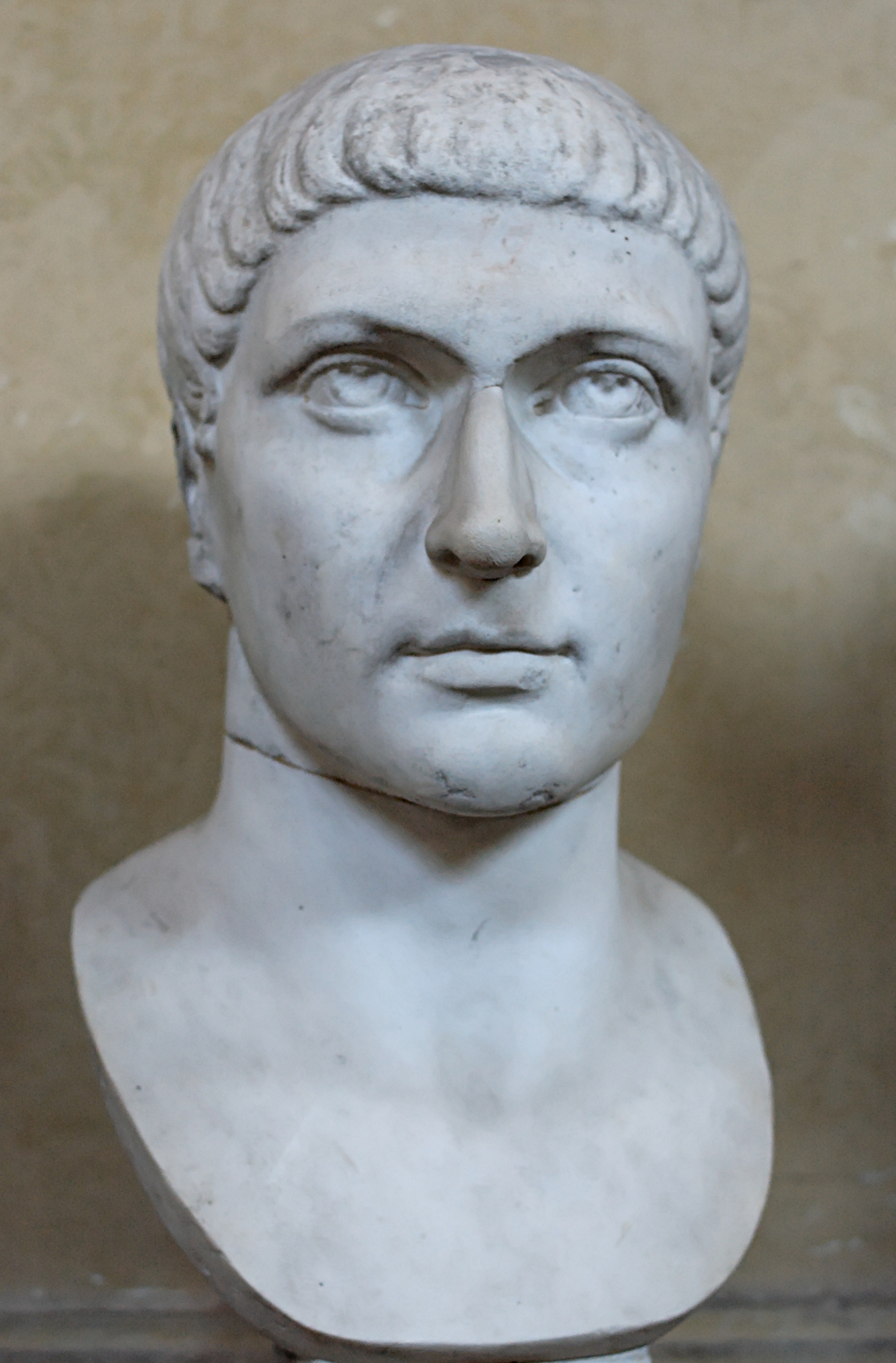
Mramorová busta Konstantina ze 4. století

V roce 310 se po moci toužící Maximianus vzbouřil proti Konstantinovi, který tehdy vedl válku s Franky. Maximianus byl nejprve s částí Konstantinovy armády vyslán do Arelate, aby bránil jižní Galii před případným Maxentiovým útokem. Zde ale vyhlásil, že Konstantin zemřel, načež se znovu prohlásil císařem. Ačkoli vojákům, kteří by se přidali na jeho stranu, sliboval velké sumy peněz, většina Konstantinových mužů zůstala věrná svému císaři. Maximianus byl tudíž záhy nucen odejít. Jakmile se Konstantin doslechl o vzpouře, ihned přerušil své tažení proti Frankům a pochodoval se svým vojskem na jih. Kvůli urychlení svého postupu nalodil ve městě Cabillum (Chalon-sur-Saône) své mužstvo na vory. Na nich se plavil po řekách Saôně a Rhôně až do Lugduna (Lyon), kde vystoupil na břeh. Maximianus mezitím uprchl do města Massilia (Marseille), které bylo ve srovnání s Arelate vhodněji uzpůsobeno k dlouhému obléhání. Nicméně po Konstantinově příchodu otevřeli občané Massilie brány města. Maximianus byl zajat, odsouzen za své zločiny a potřetí sesazen. Konstantin vůči němu projevil určitou mírnost, přesto ho důrazně vyzýval ke spáchání sebevraždy. V červenci 310 se Maximianus oběsil, třebaže nelze vyloučit, že ho nakonec Konstantin nechal popravit.
I přes někdejší vzájemnou roztržku začal Maxentius po Maximianově úmrtí vystupovat jako oddaný syn svého otce. Dal proto razit mince s otcovým portrétem a veřejně oznámil svůj úmysl pomstít jeho smrt. Konstantin Maximianovu sebevraždu zpočátku interpretoval jako rodinnou tragédii. Po roce 311 však rozšířil pověst, podle níž daroval Maximianovi milost, nato se ho ale Maximianus rozhodl zabít ve spánku. Když Fausta prohlédla otcův úmysl a manžela varovala, přikázal Konstantin jednomu z dvorních eunuchů, aby spal v jeho posteli. Poté, co Maximianus eunucha zavraždil, byl zadržen a vyzván k provedení sebevraždy, s čímž měl souhlasit. Konstantin později odsoudil Maximiana prokletím jeho památky (damnatio memoriae), pročež byly zničeny všechny nápisy vztahující se k Maximianovi a ze všech veřejných staveb byl odstraněn jeho obraz.
Maximianova smrt si vynutila změnu v Konstantinově prezentování své osoby. Nemohl se již více opírat o své vazby na Maximiana a potřeboval nějaké nové ospravedlnění svého panování. Tím se stalo údajné dynastické spojení s Claudiem II., císařem ze 3. století, který se proslavil vítězstvím nad Góty, jímž obnovil pořádek v říši. Konstantin se tak zdůrazňováním svého zděděného přednostního práva na vládu definitivně odvrátil od modelu tetrarchie, a tím zavrhl dosud přijímaný princip rovnosti císařů. Vedle politické báze tetrarchie se Konstantin odklonil i od její náboženské podstaty, jež byla založena na existenci dvou dynastií pod ochranou Jova a Herkula. Konstantin nechal vyhlásit, že měl božské vidění, v němž mu Apollón a Victoria vložili vavřínový věnec na hlavu. To bylo vyloženo jako symbolický příslib pevného zdraví a dlouhé vlády. Navíc jako oblíbenec Apollóna se Konstantin stylizoval do role mytického zachránce, který měl získat vládu nad celým světem, jak předvídal už básník Vergilius. Tyto změny se odrazily taktéž v mincovnictví. Bůh Mars, doposud na mincích znázorňovaný jako Konstantinův patron, byl od roku 310 nahrazen nepřemožitelným Sluncem (Sol Invictus), často ztotožňovaným a zaměňovaným za Apollóna. Neexistuje nejmenší důvod věřit, že příbuzenství s Claudiem II. nebo božská vidění byly něčím jiným než fikcí, tyto proklamace přesto posílily Konstantinovu legitimitu a zvýšily jeho popularitu mezi obyvatelstvem Galie.

#### Konflikt s Maxentiem
Zhruba v polovině roku 310 Galerius vážně onemocněl, což mu znemožnilo dále určovat chod císařské politiky. Svým posledním činem se Galerius rozhodl odvolat svoji neúspěšnou politiku pronásledování. V ediktu z 30. listopadu 311 vyhlásil smrtelně nemocný Galerius konec perzekucí a opětné obnovení náboženské tolerance. Brzy po této události zemřel. Galeriova smrt uvrhla v trosky zbytky systému tetrarchie. Maximinus Daia se vypravil ze Sýrie proti Liciniovi a obsadil Malou Asii. Vzápětí uzavřeli dočasný mír a za hranici mezi svými doménami stanovili Bospor. Zatímco Konstantin se pohyboval v Británii a Galii, Maxentius se v Itálii připravoval k válce. Opevnil města v severní Itálii a naklonil si místní křesťanské komunity povolením volby nového římského biskupa. Maxentiovo postavení přesto zůstávalo i nadále poměrně svízelné. O svoji dřívější podporu přišel v důsledku rostoucích daní a zhoršujícího se hospodářství. V Římě a Kartágu vypukly lidové bouře a v Africe se chopil moci uzurpátor Domitius Alexander. V létě roku 311 Maxentius využil Liciniovy zaneprázdněnosti záležitostmi na východě a vyhlásil Konstantinovi válku, jíž hodlal odčinit otcovu smrt. Zřejmě v zimě 311 až 312 sjednal Konstantin spojenectví s Liciniem, jemuž nabídl za manželku svoji sestru Constantii. Tato aliance původně namířená proti Maxentiovi zneklidnila Maximina Daiu, jenž pak uzavřel s Maxentiem spojenectví, přičemž ho uznal za císaře.

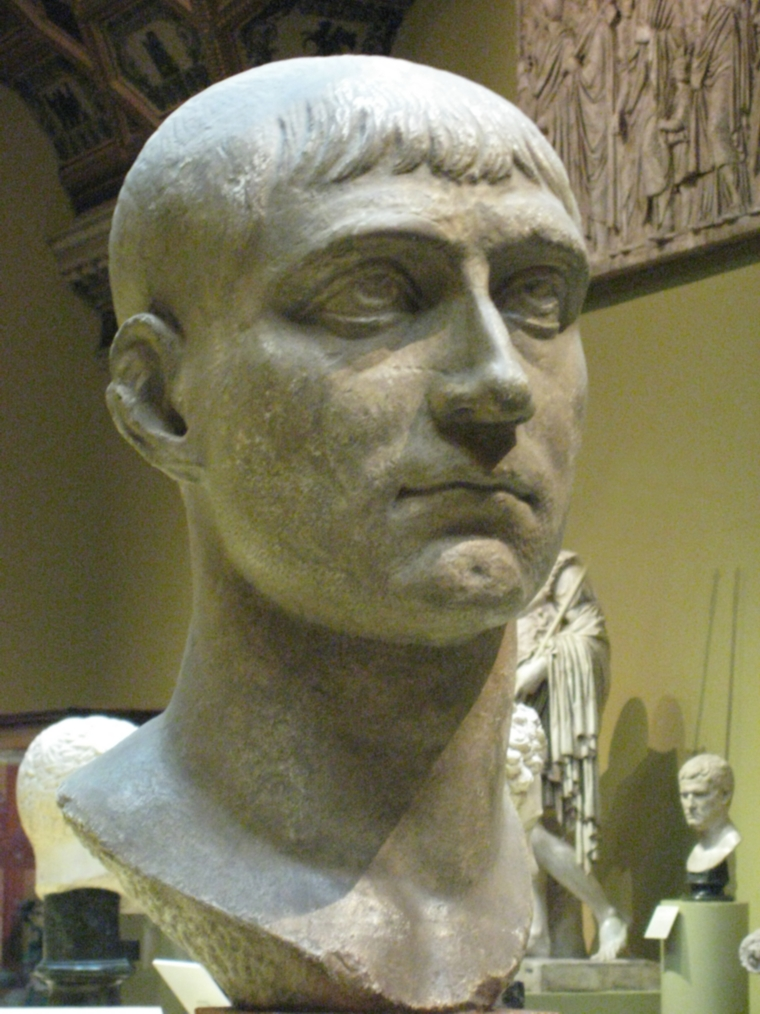
Maxentiova busta v Drážďanech

Konstantinovi rádci a velitelé varovali svého císaře před preventivním útokem proti Maxentiovi a rovněž Konstantinovi věštci ho zrazovali od takového podniku s odůvodněním, že z obětí zjistili nepříznivá znamení. Konstantin však učinil hluboký dojem na své stoupence, když je přiměl věřit, že disponuje jakousi formou nadpřirozené ochrany. Jejich výhrady ignoroval a na jaře roku 312 překročil Kottické Alpy s asi čtvrtinou své branné moci. Vojsko, které ho doprovázelo do Itálie, mohlo tedy čítat kolem 40 000 mužů. Segusium, první město, jež se mu postavilo na odpor, rychle zdolal. Vojákům zakázal rabování a energicky pokračoval do severní Itálie. Poté se Konstantin od západu přiblížil k významnému městu Augusta Taurinorum (dnešní Turín), před nímž narazil na Maxentiovo vojsko, sestávající vedle pěchoty také ze silné jednotky vybrané těžké jízdy. V nastalé bitvě u Turína Konstantinova pěchota nejprve obklíčila a potom pobila Maxentiovu jízdu. Prchající Maxentiova pěchota unikla do města, avšak jeho občané otevřeli brány Konstantinovi, jehož vojáci následně zmasakrovali všechny Maxentiovy muže.
Po tomto přesvědčivém vítězství se severoitalská města podrobila Konstantinovi. Ten se mezitím přesunul do Mediolana, v němž ho uvítaly jásající davy. Konstantinovi vojáci zde setrvali až do poloviny léta 312, kdy se vypravili do města Brixia (Brescia), které bylo snadno obsazeno. Nato postoupil Konstantin k Veroně, v níž byla umístěna početná Maxentiova posádka. Její velitel a Maxentiův pretoriánský prefekt Ruricius Pompeianus měl výhodné obranné postavení, jelikož město obtékala ze tří stran řeka Adiže. Konstantin vyslal menší oddíl severně od města, kde se měl nespatřen pokusit překročit řeku. Ruricius vyslal proti těmto Konstantinovým jednotkám značný počet vojáků, ovšem ti byli poraženi. Konstantinovo vojsko poté obklíčilo město a započalo obléhání. Ruriciovi se podařilo z města uprchnout, načež se vrátil v čele další Maxentiovy armády, i přesto ale Konstantin pokračoval v dobývání Verony a nepřátelům se postavil jen s menší částí svého vojska. V rozhořčené bitvě u Verony byl Ruricius zabit a jeho armáda obrácena na útěk. Verona pak kapitulovala a po ní se přidaly na Konstantinovu stranu také Aquileia, Mutina (Modena) a Ravenna. Konstantinovi v tomto okamžiku již nic nestálo v cestě na Řím.
Maxentius se zatím připravoval na stejný způsob boje, jakým odrazil Severa a Galeria: vyčkával v Římě a chystal se na obléhání. Řím byl výtečně zásoben africkým obilím a ze všech stran byl obklopen zdánlivě nedobytnými Aurelianovými hradbami. Maxentius nařídil strhnout mosty přes řeku Tiberu, takže bez boje vyklidil celou střední Itálii. Oblast se následně bez odporu vzdala Konstantinovi, jenž zdržoval svůj postup po Via Flaminia, aby ještě více demoralizoval a podlomil už tak nejistý Maxentiův režim. Maxentiova podpora mezi obyvatelstvem dále klesala a během závodu vozů v cirku volající dav zesměšňoval Maxentia oslavováním Konstantinovy nepřemožitelnosti. Maxentius se proto rozhodl nespoléhat na pevnost římských hradeb, postavil provizorní most přes Tiberu a 28. října 312 vyvedl své muže před město ke svedení otevřené bitvy. Svoje vojsko, které bylo stále ještě dvakrát silnější než Konstantinovo, rozestavil nepříliš obezřetně týlem blízko k řece.
Když dorazila Konstantinova armáda, někteří z jejích vojáků měli na svých štítech znázorněny neobvyklé symboly. Místo tradičních pohanských standart byl vztyčen nový odznak, labarum. Podle Lactantia měl Konstantin v noci před bitvou sen, v němž mu bylo sděleno, aby dal vyznačit Kristův monogram na štíty svých vojáků. Podle Eusebiova výkladu měl Konstantin okolo poledne den před bitvou spatřit nad sluncem světelný kříž s nápisem „v tomto znamení zvítězíš“ (latinsky In hoc signo vinces, řecky En toúto níka). Ve snu se měl poté Konstantinovi zjevit Kristus, který mu pověděl, že má své muže opatřit standartami s písmenem Chí (X) protnutým písmenem Ró (P). Někteří historikové vysvětlují Eusebiův popis vidění jako možný příklad meteorologického úkazu známého jako halový jev.

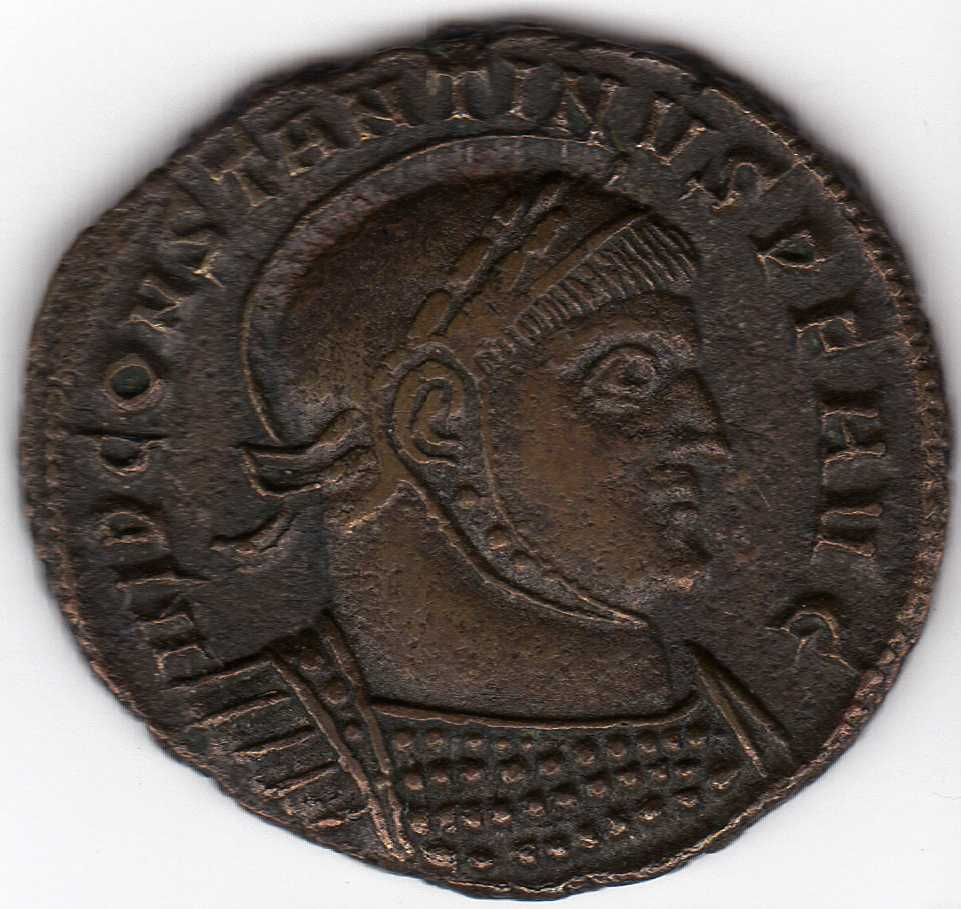
Centenionalis, vyobrazující císaře ve zbroji, typ s christogramem na přilbě (zde jen s vavřínovým věncem), ražený v mincovně Siscia těsně po Milánském ediktu, tedy oficiálním povolení křesťanství. Milánský edikt zapříčinila právě bitva u Mulvijského mostu.

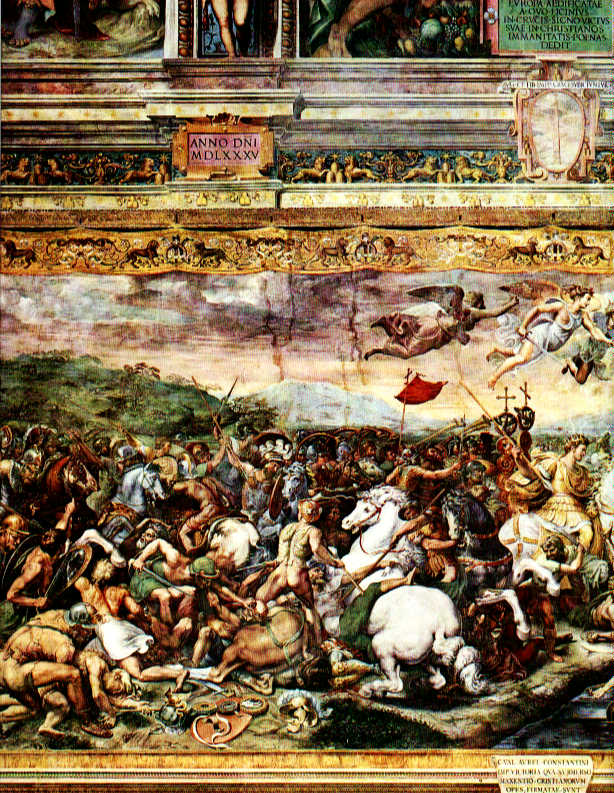
Bitva u Milvijského mostu od Giulia Romana

Před zahájením bitvy u Milvijského mostu seřadil Konstantin své muže do linie podél Maxentiovy armády. Jezdcům nařídil zaútočit, čímž z bojiště zahnal Maxentiovu jízdu. Konstantinova pěchota vzápětí udeřila proti Maxentiovým vojákům, které zatlačila zpět k Tibeře, mnohé z nich přitom pobila, zatímco jiní se utopili. Bitva trvala celkově jen krátce, protože Maxentiovo vojsko podlehlo již prvnímu náporu nepřítele. Maxentiova jízdní garda a pretoriáni nejprve drželi své pozice, avšak po útoku Konstantinova jezdectva se obrátili na útěk. Maxentius prchal spolu s nimi směrem k městu, nicméně most sestavený z člunů nevydržel nápor ohromné masy mužů, prolomil se, a přivodil tak záhubu Maxentiovi a tisícům jeho vojáků. Úspěch v bitvě nad početnějšími nepřátelskými silami Konstantina přesvědčil, že je vystaven ochraně křesťanského Boha.
Dalšího dne vstoupil Konstantin do Říma, jehož obyvatelé s nadšením přivítali jeho příchod. Maxentiovo tělo bylo vyloveno z Tibery a setnuto. Jeho hlava byla pak nesena ulicemi, aby ji každý mohl spatřit. Potom byla odeslána do Kartága, načež se Afrika poddala vítěznému Konstantinovi. Na rozdíl od svých předchůdců nepodstoupil Konstantin tradiční cestu na Kapitol, kde se konaly obvyklé oběti v chrámu Jova Největšího a Nejlepšího (Jupiter Optimus Maximus). Místo toho poctil svou návštěvou budovu římského senátu a přislíbil obnovit jeho starodávné výsady a přidělit mu podíl na vládě. Vůči Maxentiovým příznivcům mezi senátory projevil mírnost. Senát přiřknul Konstantinovi privilegium prvního jména, což znamenalo, že jeho jméno bylo řazeno na čelní místo u všech oficiálních dokumentů. Senátoři ho prohlásili také „největším z augustů“. Konstantin nařídil vrátit všechen majetek zabavený za Maxentia, povolal zpět politické vyhnance a propustil Maxentiovy uvězněné oponenty. Maxentiovy obrazy byly systematicky odstraňovány ze všech veřejných míst. Samotný Maxentius byl označen za tyrana, jehož porazil osvoboditel Konstantin. Všechny významné budovy postavené za Maxentia, včetně Romulova chrámu a Maxentiovy baziliky, byly věnovány Konstantinovi. Maxentiovi nejoddanější stoupenci ve vojsku byli neutralizováni rozpuštěním pretoriánské gardy a císařské jízdní gardy (equites singulares). Zbývající složky Maxentiovy armády byly odeslány ke službě na rýnskou hranici.

#### Válka s Liciniem
Po vítězství nad Maxentiem si Konstantin postupně upevnil vojenskou převahu nad svými rivaly, kteří uznali jeho dominantní postavení. V roce 313 se sešel s Liciniem v Mediolanu. V průběhu tohoto setkání přijali císařové tzv. Edikt milánský, jímž stvrdili Galeriův toleranční edikt povolující svobodné vyznávání všech náboženství v říši. Jejich dřívější spojenectví bylo stvrzeno svatbou Licinia a Konstantinovy sestry Constantie. Konference byla záhy přerušena, neboť Licinius obdržel zprávu o tom, že Maximinus Daia překročil Bospor a vpadl na Liciniovo území. Licinius se vypravil proti Maximinovi, kterému v Thrákii uštědřil ničivou porážku, načež opanoval východní polovinu římské říše. V roce 314 povýšil Konstantin do hodnosti caesara svého švagra a římského senátora Bassiana, jemuž byla přidělena do správy Itálie. Bassianus však zanedlouho začal intrikovat proti Konstantinovi, v čemž ho podporoval Licinius. Konstantin dal Bassiana popravit, čímž vztahy mezi oběma zbývajícími císaři ochladly a brzy přerostly v ozbrojený konflikt. Patrně v létě 314 nebo 316 se Konstantin a Licinius utkali v krvavé bitvě u Cibalae (Vinkovci) v Panonii, v níž Konstantin přinutil svého soupeře k ústupu. Zřejmě na počátku roku 317 svedli císařové bitvu u Mardie, jež probíhala podobně urputně jako předchozí střetnutí. Aniž by kdokoli dosáhl vítězství, utrpěly obě strany těžké ztráty a během následné noci se Licinius v pořádku stáhl. Vyčerpaní vzájemným bojem uzavřeli Konstantin a Licinius v Serdice (Sofie) mírovou smlouvu, podle níž náležela Konstantinovi vláda nad všemi dunajskými a balkánskými provinciemi s výjimkou Thrákie. Konstantinovi synové Crispus a Konstantin a Liciniův syn Licinianus byli povýšeni do hodnosti caesarů.
V roce 320 Licinius porušil slib náboženské svobody v Ediktu milánském a ve své části říše opět nastolil pronásledování křesťanů. Napětí mezi císaři se ještě prohloubilo v souvislosti s úřadem konzulů. Podle smlouvy ze Serdicy mělo být každoroční obsazování této čistě reprezentativní funkce předmětem dohody mezi císaři. Licinius však nabyl dojmu, že Konstantin dosazuje do úřadu přednostně vlastní syny, a bez ohledu na Konstantinovo mínění ustavil pro rok 322 za konzuly sebe a své syny. V reakci na to obdařil Konstantin svého třetího syna, Constantia II., titulem caesara. V témže roce pronikl při tažení proti gótským nájezdníkům na Liciniovo teritorium, což se pro Licinia stalo záminkou k obnovení války na jaře 324. Licinius, vydatně posílený gótskými žoldnéři, vystupoval v tomto konfliktu jako obránce starých pohanských zvyků. Naproti tomu Konstantin pochodoval v čele svých Franků na východ se vztyčenými křesťanskými standartami.
Třebaže Konstantinovo vojsko bylo početně slabší než Liciniovo, nadšení jeho mužů mu dopomohlo k vítězství v bitvě u Adrianopole v červenci 324. Po tomto střetu, jenž se podle Zósima proměnil ve velký masakr, uprchl Licinius k Bosporu a odtud do Malé Asie, přičemž ustavil svého velitele tělesné stráže Martia Martiniana caesarem. V námořní bitvě u Helléspontu v témže měsíci a posléze i v bitvě u Chrysopole, k níž došlo 18. září 324, byl Licinius opět poražen. Licinius a Martinianus se pak vzdali v Nikomédii Konstantinovi pod příslibem, že jejich životy budou ušetřeny. Nato byli dopraveni do Soluně, resp. do Kappadokie, kde žili jako soukromé osoby. Ovšem už v roce 325 Konstantin obvinil Licinia z osnování spiknutí proti němu, pročež je oba nechal vsadit do vězení a popravit. Stejným trestem byl stižen rovněž Liciniův syn a Konstantinův synovec, Licinianus. Konstantin se tak po mnoha desetiletích stal jediným a nesporným vládcem celé římské říše.

### Jediným vládcem říše

#### Založení Konstantinopole

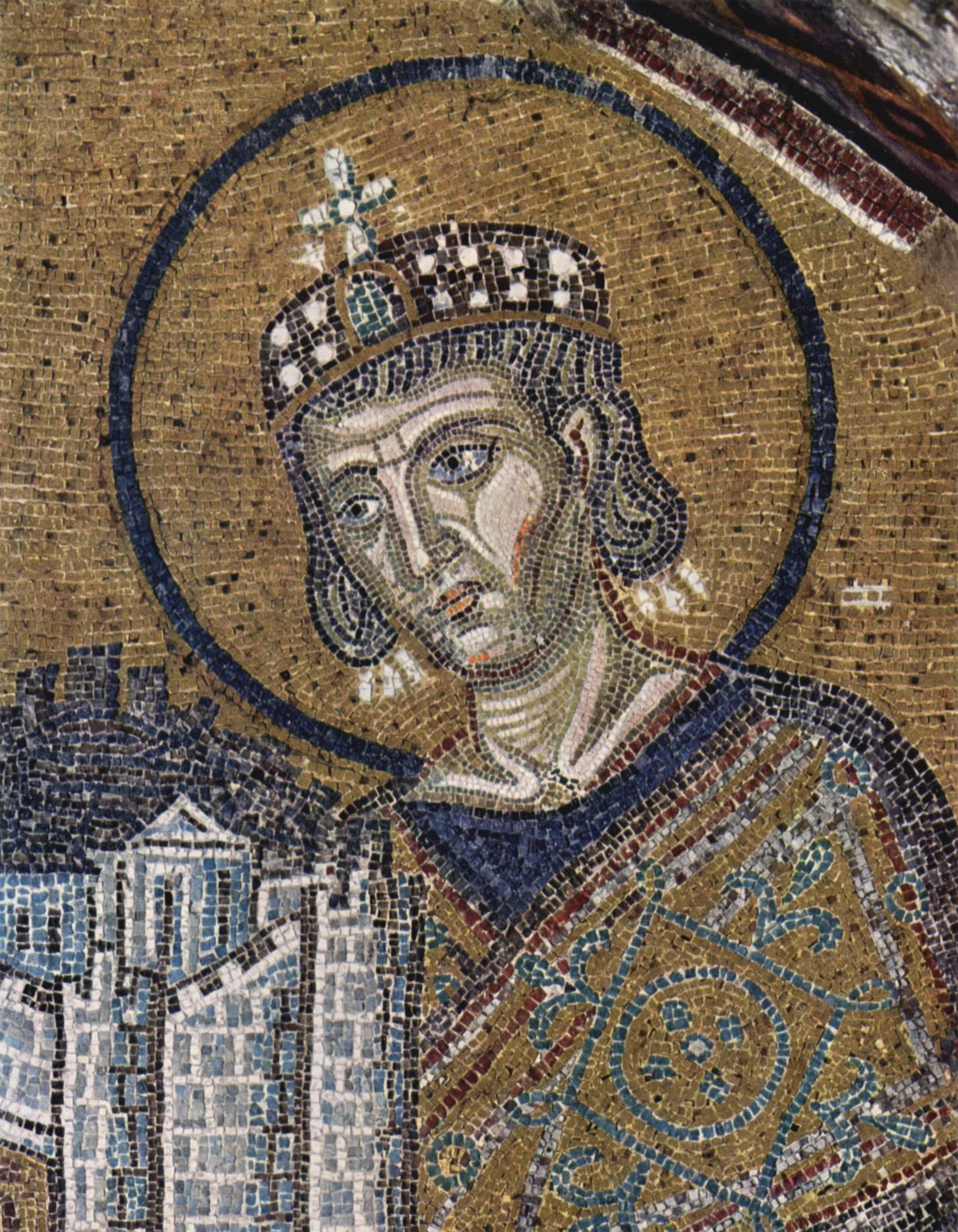
Portrét Konstantina Velikého na mozaice v chrámu Hagia Sofia

V období tetrarchie sloužila města Trevír, Mediolanum, Soluň a Nikomédie jako císařské rezidence, význam Říma jako centra vlády tudíž podstatně poklesl. Konstantin zašel v tomto směru ještě dále, když nechal na místě řecké kolonie Byzantia, jež se rozkládalo na Bosporu, vybudovat druhé hlavní město římské říše. Rozhodnutí založit nové centrum impéria na východě představovalo vedle jeho příklonu ke křesťanství jeden z nejdlouhodobějších důsledků Konstantinovy vlády. Nové hlavní město se těšilo strategicky velmi výhodné poloze, která zajišťovala snadný přístup jak k balkánským provinciím, tak k východní hranici s Persií. Zároveň kontrolovalo úžiny mezi Evropou a Asií a disponovalo příznivými podmínkami k hospodářskému rozvoji. Kromě toho bylo také snadno bránitelné a mělo znamenitý přístav.
8. listopadu 324, sotva dva měsíce po porážce Licinia u Chrysopole, Konstantin formálně vytyčil hranice nového města, čímž zečtyřnásobil dosavadní rozlohu Byzantia. V témže roce bylo město přejmenováno na Nova Roma („Nový Řím“). Kolem roku 328 byly dokončeny nové hradby. 11. května 330 bylo město znovu přejmenováno a to na Constantinopolis („Konstantinovo město“). Město se z hlediska svého geografického reliéfu a veřejných institucí, jimiž bylo vybaveno, podobalo starému Římu. Bylo vystavěno na sedmi pahorcích, mělo vlastní senát, ačkoli ten se svým složením nevyrovnal svému římskému protějšku, a jeho obyvatelstvu bylo zdarma poskytováno obilí dovážené z Egypta. Správu města měl po vzoru Říma na starosti městský prefekt (praefectus urbi). Konstantin zvětšil městský hipodrom a na jeho osu umístil Hadí sloup z Delf. Císařský palác byl vybudován tak, aby z něho vedl přímý vstup do panovníkovy lóže v hipodromu. Spíše kontroverzním monumentem byl dvacet pět metrů vysoký Konstantinův sloup nacházející se na Konstantinově fóru. Na jeho vrcholu čněla socha Hélia, jejíž rysy se nápadně podobaly Konstantinovi.
Konstantin započal se stavbou dvou velkých konstantinopolských chrámů: baziliky Svaté moudrosti (Hagia Sophia) a baziliky Božího míru (Hagia Eirene). Taktéž založil baziliku Svatých apoštolů, v níž si přál spočinout po své smrti. Město bylo údajně chráněno Kristovým křížem, jenž byl objeven během pobytu Konstantinovy matky Heleny ve Svaté zemi. Oproti starému Římu, který oplýval mnoha pohanskými chrámy a svatyněmi, byl Nový Řím koncipován jako ryze křesťanské město. Nicméně i zde nechal Konstantin postavit řadu chrámů zasvěcených pohanským bohům, mezi nimiž vynikal především chrám Fortuny.

#### Usmrcení Crispa a Fausty
Mezi členy Konstantinovy rodiny patrně nepanovaly nijak vřelé vztahy. Sám Konstantin byl chladně uvažující a podezřívavý člověk, což byl zřejmě důsledek zápasu o přežití, jemuž byl v mládí vystaven v prostředí intrik na Galeriově dvoře. V průběhu svého života Konstantin neváhal zřejmě odstranit svého tchána a dva švagry. Náhle v roce 326 nechal v Pule odsoudit a popravit svého nejstaršího syna Crispa, jehož matkou byla Minervina, Konstantinova konkubína, nebo možná první manželka. V Trevíru v červenci téhož roku Konstantin přikázal popravit také Faustu, svoji manželku a matku tří synů. Jelikož zmínky o Crispovi a Faustě včetně jejich jmen byly odstraněny a vymazány z nápisů a literatury, neboť nad nimi bylo vysloveno damnatio memoriae, jen málo antických pramenů se zabývá zkoumáním možných motivů těchto neblahých skutečností. V době poprav se mělo obecně věřit, že císařovna Fausta udržovala s Crispem milostný vztah, případně že o takovém vztahu šířila zvěsti. Konstantin, mající podezření z jejich styků, dal oba pro jejich nemorálnost popravit. Tato interpretace jejich usmrcení však není podložena žádnými spolehlivými důkazy, zvláště když prameny zmiňující údajný vztah mezi Faustou a Crispem jsou pozdějšího data a nepříliš vysoké věrohodnosti.
Podle jiné verze měla Fausta usilovat o Crispův život, aby zabezpečila nástupnictví svým synům. Proto údajně Konstantinovi namluvila, že se jí Crispus pokusil znásilnit a na podporu tohoto tvrzení zároveň podplatila několik senátorů, kteří měli potvrdit její nařčení. Kvůli těmto vážným obviněním byl Konstantin podle římského práva nucen nechat syna popravit. Poté, co se Konstantinova matka Helena dozvěděla o této události, odhalila pozadí dohody Fausty se senátory a o tomto svém zjištění zpravila Konstantina. Ten Faustin zločin nenechal bez odplaty – přikázal zavřít Faustu v přetopené lázni, v níž se udusila. V současnosti je takřka nemožné s jistotou odlišit pomluvy od skutečností, a zjistit tak, čeho se Crispus a Fausta skutečně dopustili. Někteří historikové vylučují účast Heleny v dané záležitosti, nicméně nelze nijak popřít odpovědnost Konstantina za tuto rodinnou tragédii.

#### Vnitřní politika

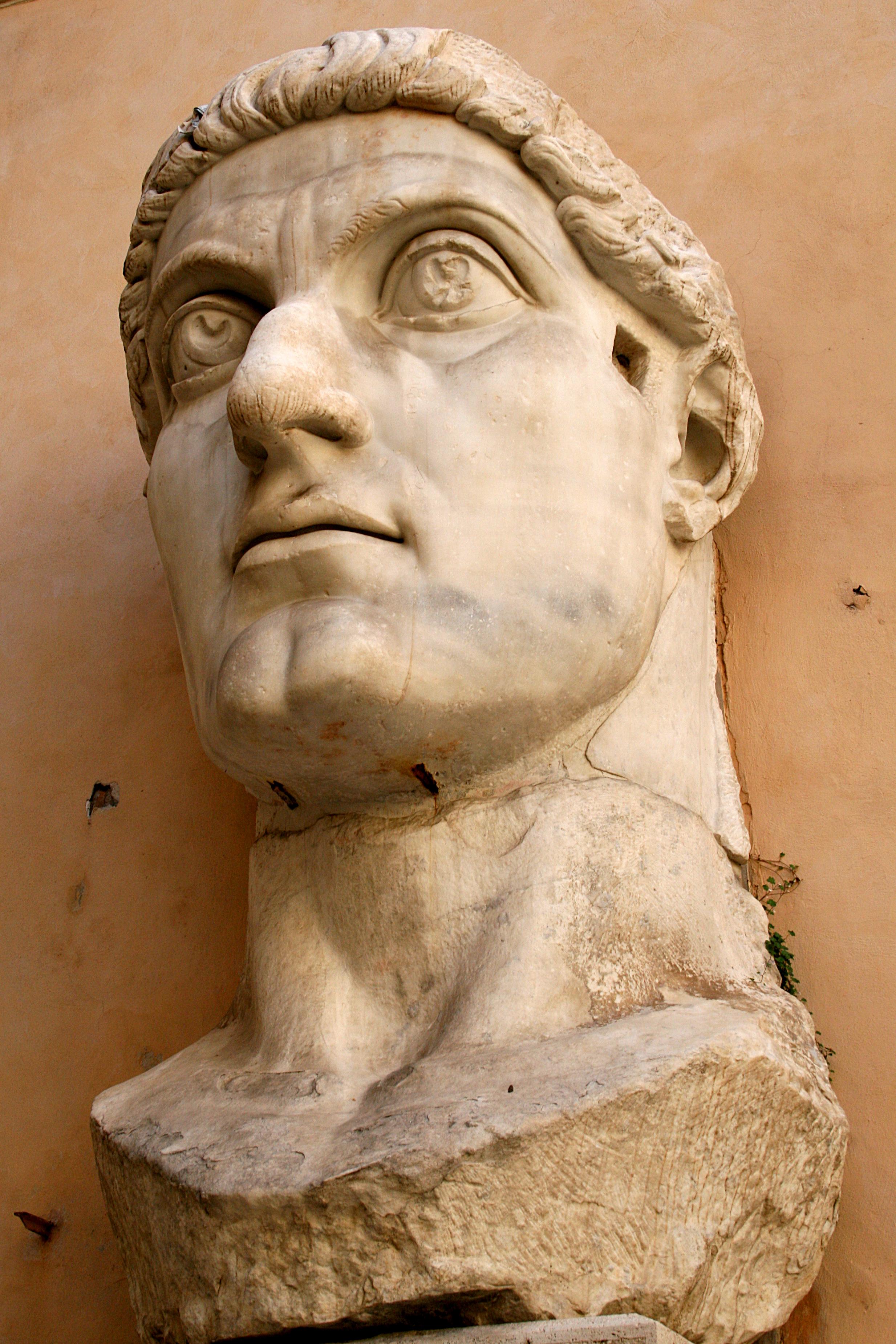
Hlava Konstantinovy kolosální sochy v Kapitolských muzeích v Římě

Konstantinovo panování se všeobecně vyznačovalo reformním úsilím. Především v oblastech civilní administrativy a organizace armády, jejichž řízení od sebe důkladně oddělil, se Konstantin přidržoval Diocletianem nastoleného uspořádání, jež dále rozvíjel. Konstantin završil reformu armády započatou Diocletianem a rozdělil římské vojsko na dvě části. Bezprostřední obranu říše vykonávaly pohraniční oddíly (limitanei), zatímco k odrážení vážnějších vpádů byly nasazovány v týlu umístěné mobilní polní zálohy (comitatenses), které představovaly hlavní složku armády a byly z velké části tvořeny těžkou jízdou. Tento krok byl podroben kritice v leckterých pramenech, ačkoli Konstantin jím přispěl ke stabilizaci pohraničních regionů, protože nepřátelská vojska útočící na hranice říše mohla být rychleji a efektivněji zastavena. Pretoriánská garda, která si udržovala v předchozích staletích značný vliv, byla kvůli své loajálnosti k Maxentiovi rozpuštěna. Na její místo nastoupila jízdní císařská garda, nazývaná scholae palatinae, složená z mužů často germánského původu. Počet barbarů působících v římském vojsku se za Konstantina znatelně zvýšil. Sám Konstantin si velice cenil Germánů, z nichž se mnozí domohli vysokého postavení ve vojsku. Velení nad armádou svěřil Konstantin do rukou generálů, pro něž zřídil nové hodnosti vojenského velitele (magister militum), velitele pěchoty (magister peditum) a velitele jezdectva (magister equitum).
Významná změna se dotkla úřadu pretoriánských prefektů (praefecti praetorio), jimž bylo odejmuto vojenské velení. Pretoriánští prefekti se poté vyvinuli v nejvyšší představitele civilní administrativy vykonávající soudní a finanční pravomoc. Na vrcholu správní hierarchie stál však představený úřadů (magister officiorum), jenž měl na starosti dohled nad činností císařského správního aparátu. Dalším důležitým úřadem byl představený císařského dvora (quaestor sacri palatii), který podepisoval císařské edikty a do jehož kompetence spadaly právní záležitosti. Nejvyšší činitelé na císařském dvoře byli označováni jako comites (odvozeno ze slova comitatus, „doprovod“) a tímto titulem byli obdařeni rovněž provinciální vojenští velitelé. Mnoha svým přátelům a vysokým hodnostářům říše uděloval Konstantin starodávný titul patricius.

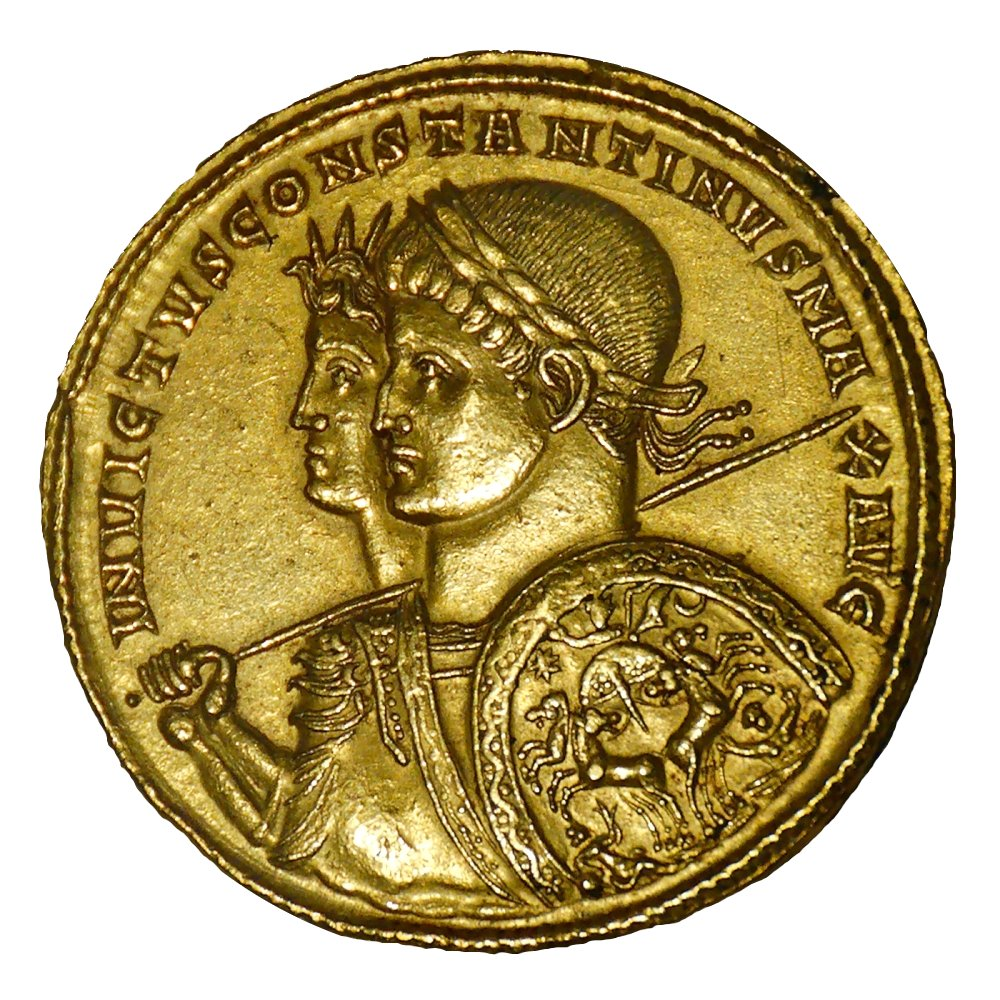
Zlatá mince z roku 313 znázorňující Konstantina se slunečním bohem

Výdaje spojené s výstavbou Konstantinopole, zvýšené náklady na vojsko a byrokracii a štědré příspěvky církvi pohlcovaly obrovské množství finančních prostředků. Konstantin proto provedl daňovou reformu, na základě níž muselo městské obyvatelstvo, hlavně řemeslníci a obchodníci, platit daň ve zlatě nebo stříbře. Tato daň, označovaná řecky chrysargyron, byla sice placena jednou za čtyři roky, avšak pokud se někdo vzpíral jejímu výběru, bylo vůči němu uplatňováno bití a mučení. V rámci měnové reformy zahájil Konstantin ražbu nové zlaté mince nazývané solidus. Tato mince byla všeobecně přijímána a v byzantské říši setrvala v oběhu až do 11. století.
Konstantinova vláda se stávala více autoritativní, neboť byla vydána řada přísných ediktů, jejichž nedodržení bylo sankcionováno vysloveně brutálními tresty. Členům městských rad, zvaných kuriálové (curiales), jejichž povinnosti byly stále tíživější, protože nesli odpovědnost za fungování města a za správný výběr daní, bylo nařízeno dědičné zastávání těchto funkcí. Konstantin dále zhoršil postavení kolónů, rolníků hospodařících na pronajaté půdě velkostatkářů, kteří nesměli tuto půdu opustit. Byly také přijaty edikty, podle nichž byli synové nuceni vykonávat povolání svých otců, čímž měly být potlačeny negativní dopady klesajícího počtu obyvatelstva. Tyto zásahy se ovšem týkaly pouze oborů hospodářské činnosti nezbytných pro fungování státu. Obzvláště tvrdě postihlo toto nařízení syny vojenských veteránů, jejichž zákonem stanovená povinnost byla nemilosrdně vynucována krutými tresty, šířícími strach a nenávist. Konstantin nechal zakázat gladiátorské zápasy a přísným zákonům podrobil nemravné sexuální chování.
Konstantin náležel bezesporu mezi vojensky nejzdatnější římské císaře. I po vítězství nad svými rivaly se musel vojensky angažovat, jelikož byl nucen bránit říši před jejími zahraničními nepřáteli. Na podzim 328 se v doprovodu syna Konstantina II. vypravil proti Alamanům na Rýně. V roce 332 podnikl rozsáhlou kampaň na dolním Dunaji proti Gótům, s nimiž uzavřel smlouvu (foedus). Během dalších čtyř let se Konstantin utkal rovněž se Sarmaty a podmanil si většinu území Dácie, již kdysi dobyl Traianus a vyklidil Aurelianus. K posílení a stabilizaci dunajské a rýnské hranice realizoval četná opatření, jež zahrnovala zesílení stávajících pevností a stavbu řady nových opevnění.
Otázku následnictví Konstantin nevyřešil příliš uspokojivě. V roce 333 povýšil svého čtvrtého syna Constanta do hodnosti caesara a o dva roky později učinil caesarem také svého synovce Dalmatia (jeho otec Flavius Dalmatius byl synem Constantia I. a Theodory). Konstantinovým pravděpodobným záměrem tedy bylo, aby se Constans a Dalmatius společně s již dříve ustavenými caesary Konstantinem II. a Constantiem II. podělili o kontrolu nad říší a vládli ve vzájemném souladu.

#### Náboženská politika
Konstantin proslul jako první křesťanský římský císař, jeho vláda tak představovala zásadní zvrat v dějinách církve. V roce 313 vydali Konstantin a Licinius Edikt milánský, který zakázal trestání osob hlásících se ke křesťanské víře, navrátil církvi a jednotlivým křesťanům veškerý zkonfiskovaný majetek a zavedl toleranci vůči všem náboženstvím. Ovšem je třeba připomenout, že už v roce 311 poskytl Galerius tolerančním ediktem křesťanům právo praktikovat své náboženství za podmínky, že se budou modlit za blaho státu. Historikové se často přou o to, zda Konstantin konvertoval ke křesťanství v mládí pod vlivem své matky Heleny, nebo zda si osvojil křesťanskou víru postupně v průběhu života. Nicméně zdá se, že se ke křesťanství definitivně obrátil až v pokročilejším věku. Často je namítáno, že Konstantinovo obrácení na víru bylo spíše důsledkem jeho politického pragmatismu než náboženského přesvědčení. To ale nelze nijak spolehlivě prokázat ani vyvrátit. Ač se přiklonil ke křesťanství, podržel si Konstantin titul pontifex maximus, který mu zaručoval postavení v čele pohanského kněžstva.

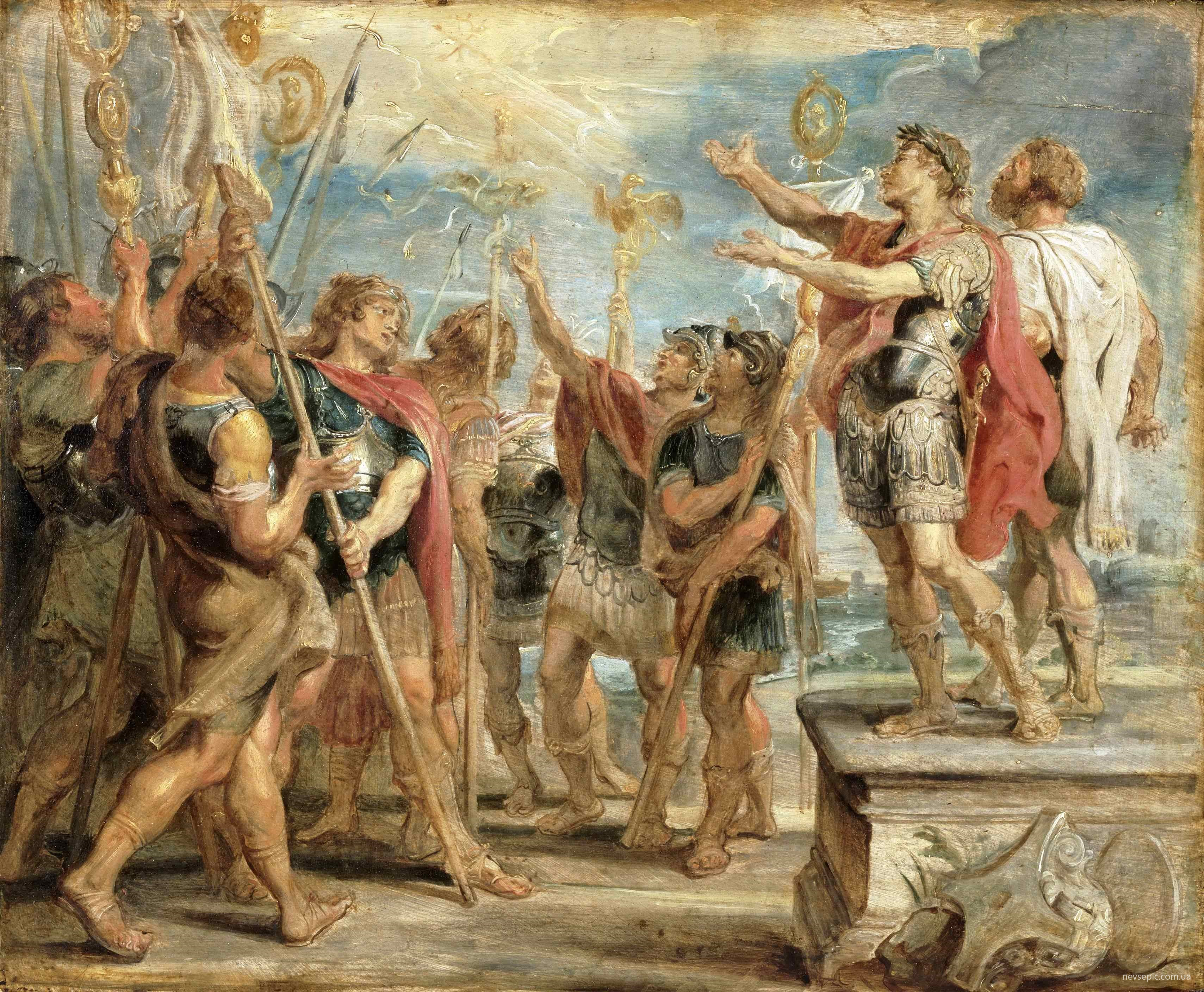
Konstantinova konverze od Rubense

Konstantin prý věřil, že za své úspěchy vděčí božské ochraně. Podporoval tudíž všestranně církev poskytováním finančních prostředků, udělováním výsad a imunit duchovenstvu, když jim prominul placení určitých daní a zprostil je některých občanských povinností. Dále nechal budovat kostely, povyšoval křesťany do vysokých hodností v císařské správě a odevzdal církvi všechen majetek zabavený Diocletianem při perzekucích křesťanů. K nejdůležitějším Konstantinovým stavebním projektům patřilo vybudování baziliky Svatého hrobu a baziliky Boží moudrosti v Konstantinopoli a původní baziliky sv. Petra v Římě. Ještě v roce 313 obdaroval římského biskupa císařským Lateránským palácem, kde záhy vyrostla nová katedrála, Basilica Constantiniana.
Konstantin brzy narazil na vážné nesnáze a už v roce 313 byl konfrontován s problémem nejednotnosti církve v severní Africe. Nekompromisní část tamější křesťanské obce se stavěla odmítavě vůči těm, kteří zakolísali ve své víře během předchozích perzekucí a vykoupili si život obětováním. Těmto křesťanům církev později odpustila a přijala je zpět do svých řad. Odpůrci tohoto kroku si zvolili za svého biskupa jistého muže jménem Donatus, podle něhož se pak nazývali donatisté. V srpnu 314 se z Konstantinova podnětu konal koncil v galském městě Arelate, jehož účastníci vystoupili proti donatistům. Tehdejším Konstantinovým rádcem, který na něho působil zvláště v záležitosti s donatisty, byl biskup Hosius z Córdoby. Vzhledem k nedostávajícím se pramenům lze jen obtížně vylíčit přesné pozadí těchto sporů. Napětí se nepodařilo odstranit, avšak Konstantinův zásah v této rozepři přispěl k císařově změně vnímání sebe samého, neboť se od tohoto momentu pokládal za prostředníka církve. V roce 321 Konstantin vyhlásil toleranci donatismu, nicméně již záhy nato byl nucen proti němu znovu zakročit, aniž by ovšem dosáhl jakéhokoli úspěchu. V témže roce prohlásil Konstantin neděli, římský sluneční den (dies solis), za svátek.
Ve východní části říše byli křesťané početně více zastoupeni než na západě, přesto v obou částech impéria vyznávala křesťanství jen menšina obyvatelstva. Odhady podílu křesťanů na celkovém počtu říšské populace se pohybují zhruba okolo 10 %. Konstantin proto v závěrečných letech své vlády otevřeně vystupoval jako křesťan, resp. stoupenec křesťanství. Konstantinovo preferování křesťanství na úkor pohanství vedlo přirozeně k řadě konverzí mezi jeho poddanými na císařském dvoře. Lze jen stěží doložit náznaky toho, že by Konstantin uvažoval o omezování nebo přímo zákazu provádění tradičních kultů – opačná tvrzení Eusebia z Kaisareie nevyznívají příliš spolehlivě. Kulty předních pohanských božstev, jež si podržely množství příznivců v armádě i ve státní správě, zůstávaly nedotčeny a pohanské obřady a žertvy směly být i nadále vykonávány. Konstantin zasáhl pouze vůči některým kultům, jako byl třeba s chrámovou prostitucí spojený Afroditin chrám v Héliopoli. Okolo roku 326 vydal císař edikt namířený proti herezím, zahrnující zákaz shromažďování, konfiskaci majetku a výzvy k obrácení se k pravověrné křesťanské víře. Řada Konstantinových zákonů měla nepříznivý dopad na Židy, kterým bylo zakázáno vlastnit křesťanské otroky. Zapovězeno jim bylo rovněž provádění obřízky u otroků a konverze křesťanů k židovství. Také bylo omezeno scházení se Židů za účelem výkonu náboženských obřadů, avšak byl jim povolen vstup do Jeruzaléma v den Tiš'a be-av, jímž si Židé připomínali zničení Chrámu. V Jeruzalémě nechal Konstantin rovněž vystavět chrám Božího hrobu.

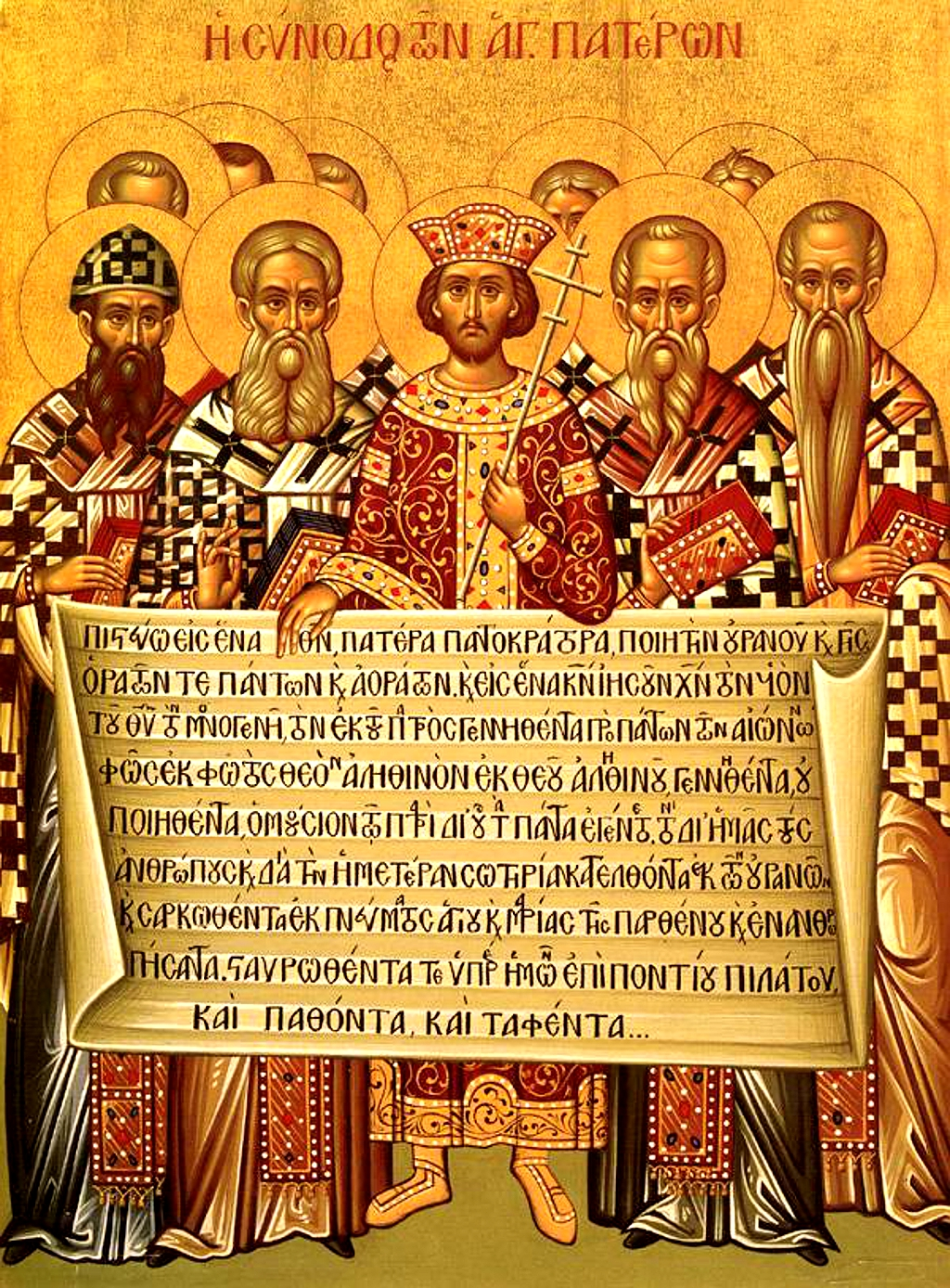
Ikona zobrazující Konstantina předsedajícího Prvnímu nikajskému koncilu. Zobrazený text je však Nicejsko-konstantinopolské vyznání z Prvního konstantinopolského koncilu (381), s úpravami pro použití v řecké liturgii.

Konstantin zřejmě postrádal porozumění pro dogmatické a christologické spory, které měly tolik zaměstnávat jeho nástupce. Císařovy náboženské představy setrvávaly přinejmenším částečně v zajetí pohanských tradic, v čemž sehrál určitou roli i vzor jeho předchůdců, kteří o sobě prohlašovali, že jsou pod ochranou Jova (jako Diocletianus) nebo slunečního boha (jako Aurelianus či Konstantinův otec). V oficiálních zobrazeních stejně jako na Konstantinově oblouku vztyčeném na paměť vítězství nad Maxentiem byl s ohledem na pohanské obyvatelstvo Říma znázorňován sluneční bůh (Sol Invictus), jenž byl do určité doby Konstantinem stavěn na roveň křesťanskému Bohu. Své syny a následníky nechal ale Konstantin vychovat jako přesvědčené křesťany, což se nakonec ukázalo jako rozhodující pro další vývoj.
Vážnou komplikací Konstantinovy náboženské politiky posledních let jeho panování se ukázal být ariánský spor. Ariánství vycházelo z teze alexandrijského kněze Areia, podle něhož musela být doba, kdy Bůh Syn ještě nebyl, a že teprve z Boha Otce vzešel a je mu podřízen. Bůh Otec a Bůh Syn tudíž neměli být rovnocenní. Toto učení bylo v roce 318 odsouzeno alexandrijským biskupem Alexandrem, který vyloučil Areia z církve. Takto tvrdá reakce byla vyvolána tím, že principy ariánství se dotýkaly jádra celé křesťanské víry, jímž byla otázka skutečné podstaty Krista. Její zodpovězení se neomezovalo pouze na teology, neboť do této pře se zapojily i široké vrstvy obyvatelstva, kvůli čemuž byla vedena velice vypjatě. Dochované prameny týkající se tohoto sporu jsou značně problematické a tendenční. Zvláště zevšeobecňující pojem ariánství je velmi neurčitý, jelikož jsou jím často označovány poměrně rozdílné teologické úvahy.
Aby urovnal konflikt, svolal Konstantin První nikajský koncil, který se stal vůbec prvním ekumenickým koncilem. Úvodní zasedání proběhlo 20. května 325 ve velké hale paláce v Nikaji. Konstantin seděl v čele celého shromáždění a pronesl úvodní řeč, přičemž věřil, že problém bude možné snadno vyřešit, jeho optimismus byl ale zcela bezdůvodný. Biskupové účastnící se koncilu odmítli Konstantinem podporovaný kompromisní návrh. Poté se zřetelně vyhranili vůči ariánství, když přijali tzv. nicejské vyznání víry, jež se opíralo o doktrínu stejné podstaty Boha Otce a Boha Syna (řecky homoúsios, latinsky consubstantialis). Konstantin, který sledoval spíše politické než teologické cíle, následně poslal Areia do vyhnanství v naději, že tímto opatřením konsoliduje říši. Všechny zhotovené opisy ariánských tezí měly být spáleny a za jejich držení hrozil trest smrti.
Jestliže se Konstantin domníval, že koncil přinese usmíření, musel být z jeho výsledku trpce zklamán. Spor sužoval říši ještě koncem 4. století, a dokonce sám Konstantin váhal, jaký postoj k celé věci zaujmout. Eusebios z Nikomédie, ariánský biskup uvržený v roce 325 do vyhnanství, byl povolán zpět dva roky nato a brzy se stal hlavním císařovým duchovním rádcem. Pod vlivem své sestry Constantie, Eusebia z Nikomédie a svého životopisce Eusebia z Kaisareie se Konstantin v roce 335 rozhodl odeslat do vyhnanství v dalekém Trevíru alexandrijského biskupa Athanasia, jenž byl zarputilým protivníkem Areia a hlavním propagátorem přijetí nicejského kréda. Celkově se Konstantin projevoval v záležitostech křesťanské víry poměrně nerozhodně, což objasňuje jeho přístup vůči Areiovi. Ten byl v roce 327 rehabilitován, o šest let později byl znovu odsouzen a teprve po vypuzení Athanasia byl nakonec povolán zpět.

### Smrt
Zhoršující se poměry na východní hranici a v Arménii přiměly Konstantina v roce 337 k vypovězení války sásánovské Persii. Podle Eusebia z Kaisareie však Konstantin o Velikonocích v témže roce závažným způsobem onemocněl. Opustil proto Konstantinopol a vydal se na jižní pobřeží Propontidy (Marmarské moře) do města Helenopolis, v němž se narodila jeho matka. V místním kostele, který nechala postavit Helena na počest mučedníka Lukiana z Antiochie, se pomodlil a seznal, že jeho život se chýlí ke konci. Konstantin usilující o očistění od hříchů se pak začal připravovat na přijetí křtu. Chtěl se ještě vrátit do Konstantinopole, ovšem jeho chatrné zdraví mu nedovolilo podniknout tak dlouhou cestu, pročež dorazil pouze k předměstí Nikomédie. Shromážděným biskupům se zde svěřil o tom, že doufá v pokřtění v řece Jordánu, kde podle Bible podstoupil stejný obřad Kristus. Umírající Konstantin následně přijal křest od ariánského biskupa Eusebia z Nikomédie. Je třeba podotknout, že křtění krátce před smrtí odpovídalo tehdejším zvyklostem. Několik týdnů poté, v den Svatodušních svátků, 22. května 337, Konstantin v nikomédské vile Achyron zemřel.

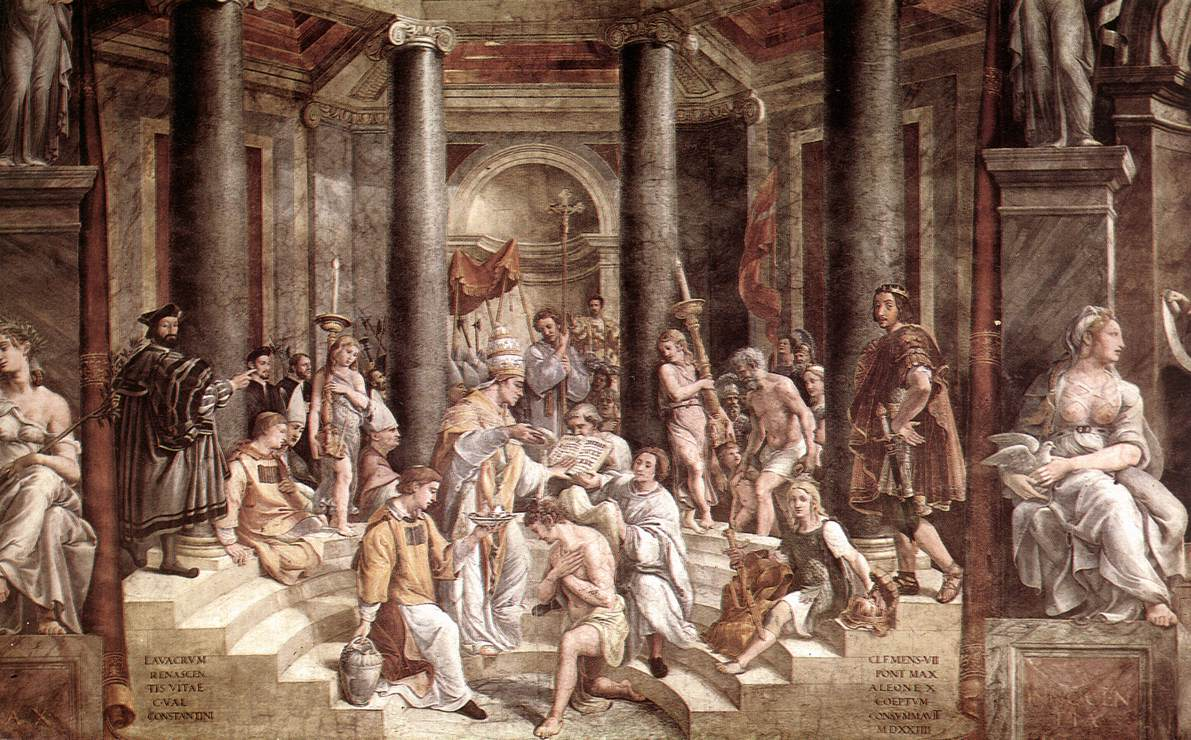
Konstantinův křest, obraz namalovaný pravděpodobně Gianfrancescem Pennim

Podle Eusebiova tvrzení skonal Konstantin po završení výpravy proti perské říši, přestože většina ostatních zdrojů v rozporu s tím udává, že jeho smrt nastala během příprav tažení. Císař Julianus, píšící v polovině 4. století, poznamenal, že Sásánovci unikli potrestání za své skutky, jelikož Konstantin zemřel, zatímco se chystal na válku s nimi. Podobný závěr plyne taktéž z díla Origo Constantini od neznámého autora působícího za Konstantinova života. Historiae abbreviatae od Sexta Aurelia Victora, napsaná v roce 361, se zmiňuje o tom, že Konstantin zemřel v průběhu výpravy proti Peršanům na velkostatku zvaném Achyron, jenž se nacházel poblíž Nikomédie. To potvrzuje i popis Konstantinova úmrtí v díle Breviarum, vyhotoveném Eutropiem v roce 369 pro císaře Valenta. Na základě skutečností uvedených v těchto a jiných pramenech dospěli někteří historikové k mínění, že Eusebios upravil konec Konstantinova životopisu tak, aby lépe vyhovoval císařově reputaci vítězného vojevůdce.
Konstantinovy ostatky byly vzápětí po jeho smrti dopraveny do Konstantinopole a uloženy do baziliky Svatých apoštolů. Teprve 9. září se jeho synové Konstantin II., Constantius II. a Constans ujali vlády, když každý z nich přijal titul augustus. Předtím byl však odstraněn jejich potenciální rival caesar Dalmatius, který byl zavražděn vojáky společně s mnoha dalšími Konstantinovými příbuznými.

## Prameny
Jako císař, jemuž náležel významný podíl na pozvednutí křesťanství do pozice dominujícího náboženství římské říše, a který navíc přemístil římské hlavní město na Bospor, se Konstantin zařadil mezi význačné historické postavy, ačkoli byl i poměrně kontroverzní osobností. Rozporné hodnocení Konstantina odráží charakter antických pramenů, vztahujících se k počátku 4. století. Ty jsou totiž i přes svoji hojnost a zevrubnost silně ovlivněny soudobou oficiální propagandou, což má za následek jejich převládající jednostrannost. Dochovaných děl, zabývajících se výhradně Konstantinovým životem a vládnutím, je pouze malé množství. Eusebios z Kaisareie napsal Život Konstantinův (Vita Constantini), jenž obsahuje prvky eulogie a hagiografie. Toto dílo vytvořené zhruba mezi léty 335 a 339 vychvaluje Konstantinovy mravní a náboženské ctnosti. Navozuje tím tendenčně pozitivní obraz Konstantina, a moderní historikové proto často zpochybňují jeho hodnověrnost. O Konstantinově světském životě a činech pojednává Origo Constantini od neznámého autora. Tento spis neurčitého data vzniku se zaměřuje především na vojenské a politické události, a opomíjí tak kulturní a náboženské záležitosti.
Lactantiova polemická křesťanská kronika z období vlády Diocletiana a tetrarchie, De Mortibus Persecutorum, poskytuje cenné, třebaže zaujaté podrobnosti o Konstantinově předchůdcích a raném období panování. Křesťanští historikové Sókratés Scholastikos, Sozomenos a Theodoretos popisují církevní spory ze závěru Konstantinovy vlády. Jelikož působili až za Theodosia II., jenž byl císařem téměř jedno století po Konstantinovi, jsou jejich církevní dějiny o skutečnostech a teologických sporech Konstantinovy éry plné chybných a překroucených údajů. Spisy Konstantinových současníků, pravověrného křesťana Athanasia a církevní dějiny ariána Philostorgia, se rovněž dochovaly, vyznačují se však podobnou neobjektivností jako díla výše zmiňovaných autorů.
Epitomy připisované Aureliu Victorovi (De Caesaribus) a jiné od Eutropia a Rufia Festa podávají stručný souhrn o politickém a vojenském vývoji ve 4. století. Přestože tito spisovatelé byli pohané, jejich výtahy znázorňují Konstantina pozitivně, ovšem vynechávají jakékoli zmínky o jeho náboženské politice. Nepříliš lichotivě se o něm vyjadřoval Ammianus Marcellinus. Velice nepřátelský až nenávistný postoj zaujal ke Konstantinovi pohan Zósimos, který psal svoje dílo na počátku 6. století. Hodnotné údaje o politice a ideologii období tetrarchie a Konstantinova života obsahuje Panegyrici Latini, soubor panegyriků z přelomu 3. a 4. století. Literární zdroje jsou doplňovány epigrafickými poznatky z nápisů z dobové architektury, obzvláště z Konstantinova oblouku v Římě a paláců v Gamzigradu a Córdobě.

### Konstantinova donace
Římskokatolická církev považovala ve středověku za nepatřičné, že Konstantin byl pokřtěn teprve na smrtelné posteli, a tento obřad navíc vykonal biskup pochybné pravověrnosti, což bylo vnímáno jako zostuzení papežské autority. V 8. století, patrně během pontifikátu Štěpána II. (752–757), se objevil dokument nazývaný Konstantinova donace (Donatio Constantini). Podle legendy měl papež Silvestr I. vyléčit pohanského císaře z malomocenství. Vděčný Konstantin se poté dal pokřtít a současně přenechal církvi Lateránský palác. V donaci měl právě konvertovaný Konstantin pověřit vládou nad městem Římem a všemi provinciemi a městy Itálie a Západu Silvestra a jeho nástupce. V době vrcholného středověku byla tato listina přijímána jako základ světské moci papežů, ačkoli byla veřejně označena za podvrh císařem Otou III. Nicméně až v 15. století prokázal filolog Lorenzo Valla, že donace je skutečně padělkem.

## Hodnocení

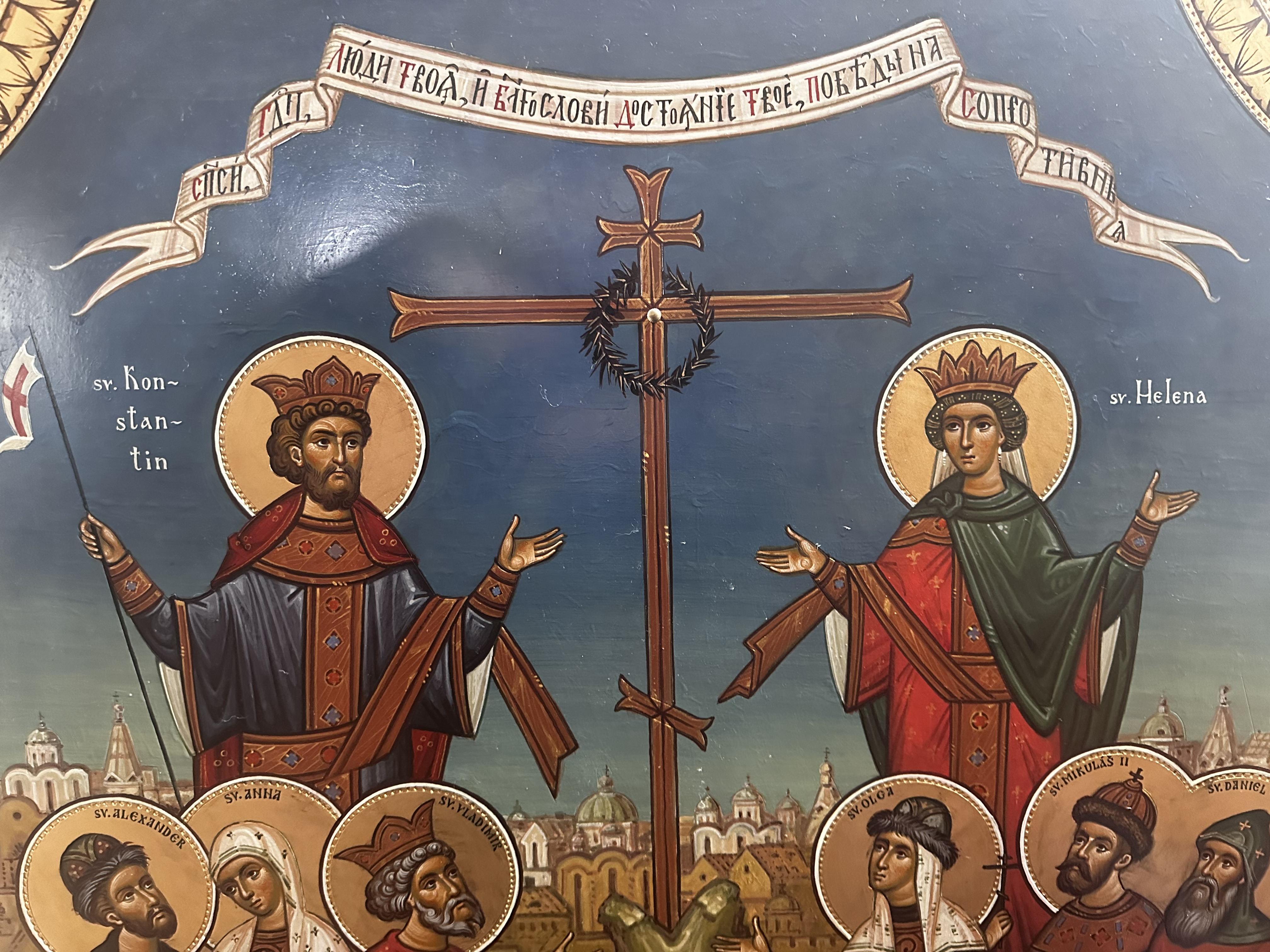
Svatý Konstantin a svatá Helena (ikona v chrámu svatého Josefa v Roudnici nad Labem)

Při hodnocení Konstantinova panování nelze odhlédnout od jeho obrácení na víru. Jeho veřejná činnost v oblasti náboženství se vyznačovala jistou rozporuplností, neboť na jedné straně vycházela z respektování zavedených způsobů, současně ale vedla k odklonu od dosavadních kultů, čímž byla uvedena v chod pozvolná, nicméně zcela zásadní proměna římské společnosti. Pozvolné omezování pohanství, jež se projevovalo jak ve formě zákonů, tak v podobě ojedinělého ničení pohanských svatyň a drancování jejich bohatství, bylo vyvažováno příležitostným projevováním ohledů vůči pohanství. Bylo tedy možné, aby se jisté město v Malé Asii muselo na podporu své žádosti odkazovat na veskrze křesťanskou příslušnost svého obyvatelstva, zatímco jinému městu v Itálii bylo povoleno slavit místní festival zahrnující uspořádání gladiátorských her a zasvěcení chrámu císařské dynastii. Na počátku své vlády Konstantin zakázal kněžím a věštcům ve městě Římě vstup do soukromých domů, v roce 320 nebo 321 však vyzval k provádění očistných obřadů podle starých způsobů, pokud by císařský palác nebo jakákoli jiná veřejná budova byly zasaženy bleskem. Tradiční provozování magie na venkově bylo Konstantinem nadále tolerováno. Klasická kultura a vzdělanost, které byly úzce spjaty s pohanstvím, si stále zachovávaly značný věhlas a autoritu. Taktéž pohanští kněží v provinciích, kteří sehrávali výraznou roli ve veřejném životě, si udrželi své postavení ještě dlouho po skončení Konstantinovy vlády. Konstantinopol byla sice slavnostně vysvěcena jako křesťanská metropole, ale ceremonii jejího založení přihlížel i známý pohanský věštec Sopatros.
Objektivní posouzení ostatních Konstantinových činů není snadné, což je zapříčiněno jednak jeho nezměrným významem v náboženských záležitostech, jimž zasvětil svoji vládu, jednak jeho reformním a novátorským úsilím, vnímaným částí císařových současníků podobně negativně jako jeho náboženská politika. Některé z Konstantinových změn byly však jen důsledkem trendů, které probíhaly už v předchozích desetiletích. Takto lze vysvětlit reformy administrativní hierarchie a vzrůstající spoléhání se na mobilní polní armády na úkor pohraničních vojsk, čímž Konstantin pouze navazoval na předchozí vývoj. Konstantinovy daňové reformy a zavedení nové zlaté mince, která přetrvala po staletí jako základní jednotka byzantského měnového systému, by stěží mohly být uskutečněny, pokud by jeho předchůdci neobnovili politickou a vojenskou stabilitu ukončením krize třetího století. S Konstantinovou politikou byla více spjata reorganizace úřadu pretoriánských prefektů, jimž byla odejmuta kontrola nad vojenskými záležitostmi. Ovšem jistou snahu o oddělení vojenské a civilní moci projevoval i Diocletianus.
Založení Konstantinopole, jež se ukázalo být obzvláště závažným skutkem, patřilo mezi vlastní Konstantinova rozhodnutí, třebaže již Diocletianus umístil své sídlo do nepříliš vzdálené Nikomédie. Město bylo zaplněno uměleckými díly z řeckých měst, navíc na některých z jeho veřejných budov a paláců, vztyčených Konstantinovými přívrženci, se záhy začaly projevovat známky ukvapené výstavby. Konstantin byl velice známý velkorysostí ke svým příznivcům, přičemž často povyšoval muže nižšího společenského původu. V této souvislosti mu bylo vytýkáno, že jeho štědrost byla umožněna pleněním pokladů pohanských chrámů a stejně tak konfiskacemi a zaváděním nových daní. Někteří z jeho nejpřednějších zastánců nepochybně vděčili za svůj vzestup císařově náklonnosti související s jejich včasným přijetím Konstantinovy víry.
Konstantinova vláda znamenala jistý předěl také v císařské módě. Od dob císaře Hadriana bylo módním nošení plnovousu. Konstantin opět zavedl zvyk holit si tvář. Tato nová císařská móda přetrvala až do vlády císaře Foky.
Konstantinova vojenská kariéra sestávala z nepřetržitých úspěchů, neboť triumfoval nad Alamany, Franky, Sarmaty a Góty a vybojoval řadu vítězství v občanských válkách, čehož dosáhl svou neohrožeností a strategickými schopnostmi. Vůči svým politickým soupeřům se Konstantin choval velice nemilosrdně. S výjimkou ediktů týkajících se křesťanství se jeho ostatní zákonodárná činnost vyznačovala krutostí, která se stala příznačná pro vynucování práva v pozdně římské říši. Z politického hlediska spočíval Konstantinův hlavní přínos ve skutečnosti, že zanechal říši svým třem synům, a obnovil tak někdejší dědičné nástupnictví. To však mohlo být zajištěno jen sledem vražd následujících krátce po jeho smrti.
Konstantinova vláda přesto představovala jeden z nejzásadnějších momentů evropských dějin. Existence do značné míry christianizovaného císařského správního aparátu společně s nástupem Konstantinových synů, kteří byli plně oddáni křesťanské víře, vedla k pevnému zakotvení privilegované pozice křesťanství. Právě tyto příznivé podmínky, k jejichž vzniku dal Konstantin podnět, umožnily, aby se křesťanství postupně etablovalo jako dominantní náboženství v římské říši. V průběhu 4. století se tím vytvořilo prostředí, které podstatným způsobem určilo charakter byzantské a západní civilizace v dalších staletích. Vedle klasické antické kultury vyšších vrstev římské společnosti se vyvíjela křesťanská biblická kultura a zároveň se šířila nová forma náboženského patronátu mezi vládnoucími vrstvami a biskupy, křesťanskými intelektuály a svatými muži. Dílo, jež Konstantin zanechal svým nástupcům, sice zůstalo nedokončené, nicméně bylo to jeho osobní rozhodnutí v roce 312, kterým předurčil postupný přerod římské říše v křesťanský stát. Eusebios proto chápal Konstantinovo panování jako naplnění božské prozřetelnosti. Nedlouho po jeho smrti obdařili pozdně antičtí historikové Konstantina přízviskem „Veliký“. Většina východních křesťanů uznává Konstantina za svatého a v pravoslavných církvích je titulován čestným epitetem jako isapostolos, česky rovný apoštolům.